# Échelle de Kardachev
Vous lisez un « article de qualité » labellisé en 2013.

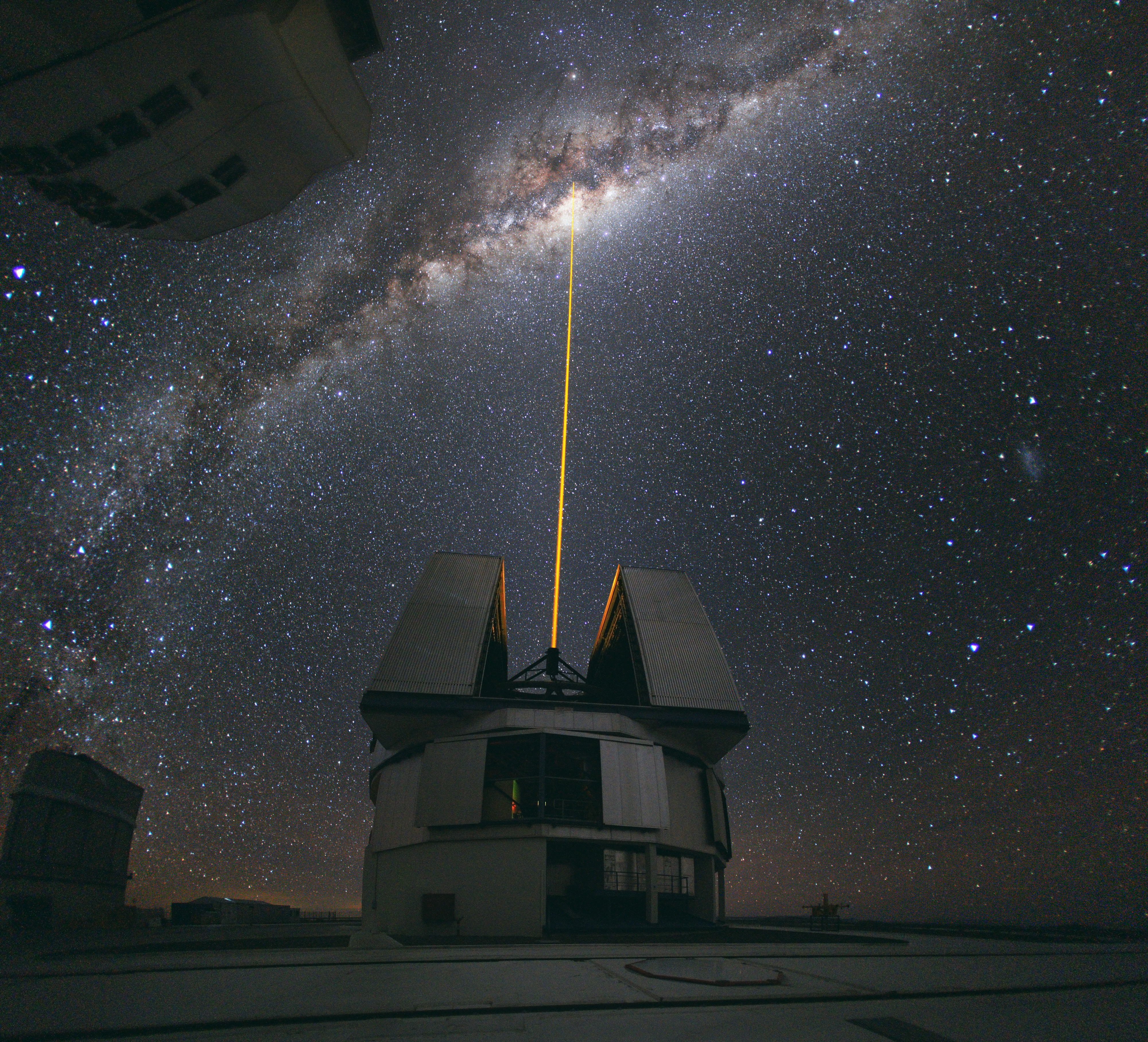
À l'observatoire du Cerro Paranal, utilisation d'un rayon laser pour créer une étoile artificielle servant au réglage du Très Grand Télescope (VLT). La recherche d'exoplanètes sur lesquelles pourraient se trouver des civilisations extraterrestres fait partie des nombreuses missions du VLT.

L’échelle de Kardachev (en russe : Шкала Кардашёва, Chkala Kardachova), proposée en 1964 par l'astronome soviétique Nikolaï Kardachev, est une méthode théorique de classement des civilisations en fonction de leur niveau technologique et de leur consommation énergétique. Cette échelle a été largement adoptée par les chercheurs du projet SETI et les futurologues, bien que l'existence de civilisations extraterrestres reste encore hypothétique.
Kardachev a exposé pour la première fois son échelle dans un article présenté lors de la conférence Byurakan de 1964, rencontre scientifique qui faisait le point sur le programme d'écoute de l'espace par la radioastronomie soviétique. Cet article, intitulé « Передача информации внеземными цивилизациями » (puis traduit en anglais « Transmission of Information by Extraterrestrial Civilizations »), propose une classification des civilisations en trois types, basée sur le postulat d'une progression exponentielle. Une civilisation de type I est capable d'accéder à l'intégralité de l'énergie disponible sur sa planète et de la stocker en vue d'une consommation. Une civilisation de type II peut consommer directement l'énergie d'une étoile. Enfin, une civilisation de type III est capable de capter la totalité de l'énergie émise par sa galaxie. Dans un second article, intitulé « Strategies of Searching for Extraterrestrial Intelligence » et publié en 1980, Kardachev s'interroge sur la civilisation, qu'il définit par sa capacité à accéder à l'énergie, pour se maintenir et intégrer l'information provenant de son environnement. Deux autres articles suivent : « On the inevitability and the possible structure of supercivilizations » et « Cosmology and Civilizations », publiés respectivement en 1985 et 1997 ; l'astronome soviétique y propose des pistes pour détecter des supercivilisations et pour orienter les programmes SETI.
L'échelle définie par Kardachev a fait l'objet de deux principales réévaluations : celle de Carl Sagan, qui en affine les types, et celle de Michio Kaku, qui écarte le postulat énergétique au profit de l'économie du savoir. D'autres débats sur la nature des différents types ont permis à de nombreux auteurs de mettre en question la classification originelle de Kardachev, pour la compléter ou pour la réfuter. Deux perspectives critiques ont ainsi vu le jour : l'une qui remet en cause les postulats de Kardachev, les jugeant incomplets ou inconsistants, l'autre qui établit des échelles alternatives. Celle de Kardachev a donné naissance à de nombreux scénarios explorant la possibilité qu'existent des civilisations plus évoluées. Ces scénarios interrogent chacun à sa façon les trois postulats de Kardachev définissant une civilisation : les sources d'énergie, la technologie et la transmission de messages interstellaires.
Le cadre de la recherche et de la détection de civilisations évoluées a été construit et théorisé lors de la conférence qui s'est tenue en 1964 en Arménie, à l'observatoire astrophysique de Byurakan. Partant d'une définition fonctionnelle de la civilisation, basée sur l'immuabilité des lois physiques et utilisant la civilisation humaine comme modèle d'extrapolation, le modèle initial de Kardachev s'est étoffé. Plusieurs scientifiques ont mené diverses recherches de possibles civilisations, mais sans résultat concluant. En s'appuyant sur ces critères, des objets insolites, que l'on sait aujourd'hui être soit des pulsars soit des quasars, ont été identifiés. Kardachev a décrit dans ses diverses publications un ensemble de paramètres d'écoute et d'observation à prendre en compte ; cependant, certains auteurs, notamment Samouil Aronovitch Kaplan et Guillermo A. Lemarchand, estiment que ces derniers sont insuffisants et exigent d'être complétés.

## Biographie succincte de Nikolaï Kardachev
Nikolaï Kardachev, né en 1932, mort en 2019, est un astronome russe soviétique diplômé de l'université d'État de Moscou en 1955. Après avoir travaillé à l'Institut astronomique Sternberg sous la direction de Iossif Chklovski, il obtient son doctorat en 1962 et rejoint ensuite l'Institut de recherche spatiale de l'Académie des sciences de Russie à Moscou. Il conduit dès 1963 la première recherche de signaux extraterrestres en Union soviétique, devenant par cela l'un des pionniers du programme mondial SETI.

## Genèse de la classification

### Première publication (1964)

Projection de l'échelle de Kardachev jusqu'en 2040 d'après les données de l’International Energy Agency World Energy Outlook.

Kardachev présente pour la première fois une classification des civilisations selon leur niveau de consommation énergétique dans un article intitulé Transmission of Information by Extraterrestrial Civilizations, publié en 1964 d'abord en russe dans le numéro de mars-avril de la revue Astronomicheskii Zurnal, puis en anglais dans le numéro de septembre-octobre 1964 de la revue Soviet Astronomical Journal.
Le scientifique présente dans cet article un calcul de l'évolution des besoins énergétiques de l'humanité, calculant que la consommation énergétique de cette dernière égalera celle émise par le Soleil, évaluée à 4 × 1026 watts (W), dans environ 3 200 ans, puis sera équivalente à celle libérée par 1011 étoiles similaires à la nôtre (ce qui correspond au nombre estimé d'étoiles de la Voie lactée) dans 5 800 ans. Partant de ce constat, et considérant qu'aucune raison ne permet d'affirmer que l'évolution de la consommation énergétique de l'humanité puisse décroître, Kardachev en vient à proposer une classification des civilisations technologiques en trois types,.
Une civilisation dite de « type I » est capable de collecter et d'utiliser l'intégralité de la puissance captable sur sa planète, soit l'équivalent théorique de 1016 watts. Selon Kardachev, c'est ce type que le développement de l'humanité sur la Terre est sur le point d'atteindre en 1964. Une civilisation dite de « type II » surpasserait le premier d'un facteur 10 milliards, atteignant une consommation de 1026 watts, en exploitant cette fois l'intégralité de la puissance émise par son étoile. Enfin, une civilisation dite de « type III » serait capable de collecter et de consommer l'intégralité de la puissance émise par sa galaxie, soit l'équivalent de 1037 watts,.
Conjecturant sur le développement de la radio, Kardachev prévoit qu'il sera possible de construire dans les deux décennies suivantes (soit dans les années 1980) des antennes de 100 000 m2 capables de détecter des civilisations de types II et III. Une civilisation de type I comme la nôtre serait capable de recevoir les extraordinaires émissions énergétiques des autres types de civilisations, supposées par ailleurs être capables d'émettre en continu,.
Kardachev étudie ensuite les caractéristiques d'une transmission provenant d'une source artificielle. Il évoque les deux sources radio cosmiques découvertes en 1963 par le California Technological Institute, CTA-21 et CTA-102 surtout, qui possèderaient des caractéristiques proches de celles d'une source artificielle présumée. Selon le scientifique soviétique, la région de la galaxie la plus appropriée pour effectuer des observations de civilisations de types II et III est le centre galactique en raison de la densité élevée de la population d'étoiles qu'il abrite. Il préconise ensuite que les programmes de recherche de telles sources artificielles se focalisent sur les autres galaxies proches, comme la galaxie d'Andromède, les Nuages de Magellan, M87 ou encore Centaurus A. Kardachev conclut sa publication en notant que l'éventuelle découverte sur Mars d'organismes, même les plus simples qui soient, augmenterait la probabilité que des civilisations de type II existent au sein de la galaxie.

Consommations énergétiques estimées des trois types de civilisations définies par l'échelle de Kardachev.

### Deuxième publication (1980)

#### Vers une définition énergétique de la civilisation

Graphique de la consommation mondiale d'énergie primaire en 2011 selon la BP Statistical Review (agrandissez cette image).

En 1980, Nikolaï Kardachev publie un deuxième article intitulé Strategies of Searching for Extraterrestrial Intelligence: A Fundamental Approach to the Basic Problem dans lequel il affirme que :

« La détection et l'étude de civilisations extraterrestres constituent un problème d'une grande importance pour le progrès de l'humanité, pour sa culture et sa philosophie. La découverte d'une vie intelligente dans l'Univers fournirait une ligne de conduite au développement possible de notre civilisation au cours des futurs temps astronomiques. »

Selon l'astronome soviétique, notre civilisation serait trop jeune pour être capable d'en contacter une autre, qui serait certainement plus avancée que nous, le système solaire étant trop jeune avec ses cinq milliards d'années et les premiers ancêtres de l'Homme actuel n'étant apparus que voici 6 millions d'années au plus tôt ; les plus anciens objets célestes ayant un âge compris entre 10 et 14 milliards d'années, il est clair que les autres civilisations sont incomparablement plus âgées que la civilisation humaine. Par conséquent, les connaissances de ces civilisations doivent être plus vastes que la nôtre, et ils doivent certainement être au courant de ce que nous faisons.
Il est probable que l'état présent de notre civilisation n'est qu'un des stades par lesquels passent les civilisations durant leur évolution. Il est donc possible de définir la civilisation en se basant sur cette caractéristique universelle, qui a notamment permis à A. A. Liapounov de définir la vie comme un « état très stable de matière qui utilise l'information codée par les états de molécules individuelles pour produire des réactions de maintien », ce que Kardachev nomme la « définition fonctionnelle de la civilisation ». Il suggère par conséquent de penser la civilisation comme « un état très stable de matière capable d'acquérir et de faire une analyse abstraite de ladite matière, et d'utiliser l'information pour obtenir qualitativement de nouvelles informations sur son environnement et sur elle-même, dans le but d'améliorer ses capacités de collecte de nouvelles informations pour produire et maintenir ces réactions. » La civilisation est donc caractérisée par la qualité de l'information acquise par son programme de fonctionnement, et par l'énergie nécessaire pour mettre en œuvre ces fonctions. Par « informations sur son environnement et sur elle-même », Kardachev précise qu'il s'agit des données portant sur la nature organique ou inorganique, la science, la technologie, l'économie, la culture, les arts, etc. À partir de cette définition, il propose un schéma représentant les interactions entre une civilisation et son environnement et énumère un ensemble de problèmes scientifiques qui se posent du fait même de ces interactions avec l'information disponible dans l'Univers.
Partant de cette définition, Kardachev formule trois conclusions. La première postule qu'en raison du vaste et certainement illimité ensemble d'activités requises par les problèmes scientifiques, la période durant laquelle les civilisations doivent émettre et communiquer est nécessairement longue, voire illimitée. D'autre part, notre développement actuel ne couvrant qu'une fraction négligeable de cette phase de communication, Kardachev émet l'hypothèse de la haute improbabilité que nous puissions rencontrer des « frères d'intelligence » qui soient au même stade d'évolution que nous. Enfin, les civilisations hautement avancées connaissent et utilisent les lois physiques à un degré qui nous demeure encore insoupçonné. Kardachev affirme que « ce dernier point devrait être pris en compte dans les programmes de recherche de civilisations extraterrestres » et conclut alors qu'il est très probable que notre état présent n'est que l'un des stades par lesquels chaque civilisation passe au cours de son évolution,.

#### Deux stratégies de recherche de signaux intelligents
Kardachev analyse par la suite plusieurs modèles et hypothèses d'évolution de civilisation. Répondant à l'interrogation de l'astronome russe Iossif Chklovski qui trouve étrange, dans un article publié en 1977 et intitulé Possibility of the Intelligent Life in the Universe Being Unique, que l'« onde de choc de l'intelligence » d'une supercivilisation n'ait pas encore atteint les limites de tout l'Univers, Kardachev émet deux hypothèses explicatives. Il postule dans la première qu'il ne serait pas vraiment utile à une supercivilisation d'élargir l'espace qu'elle occupe afin de maintenir son activité, et dans la seconde qu'il serait possible qu'une civilisation, au lieu de se disperser dans l'espace, poursuive plutôt ses activités d'analyse de l'information pour découvrir de nouvelles lois fondamentales (comme l'exploration du microcosme ou des trous noirs par exemple).
Or, de telles activités de civilisation nécessitent le recours à une énergie abondante. Selon les lois de la thermodynamique, une importante fraction de cette énergie consommée doit être convertie en rayonnement de magnitude bolométrique approximativement égale à celle du fond de rayonnement environnant la source. La distribution spectrale de cette intensité doit donc être assez proche de celle d'un corps noir. Ceci constituerait une possible voie de recherche des civilisations extraterrestres. Une telle consommation énergétique requerrait en outre une importante quantité de matière solide destinée à concevoir des activités d'ingénierie stellaire, que Kardachev nomme des « miracles cosmiques ». En résumé, l'information sur l'éventuelle existence d'une civilisation extraterrestre prendrait la forme de rayonnements électromagnétiques.

Domaines du spectre électromagnétique (agrandissez cette image).

En ce qui concerne le destin des civilisations, Kardachev entrevoit deux concepts, desquels découlent deux stratégies de recherche de civilisations extraterrestres. Le premier, qu'il appelle « chauvinisme planétaire » (« terrestrial chauvinism ») part du principe que les civilisations ne peuvent que se stabiliser ou périr à un niveau de développement proche du nôtre actuellement atteint. Le second, nommé « concept évolutionnaire » (« evolutionary concept »), considère que les civilisations sont capables d'atteindre des stades d'évolution supérieurs à celui de l'humanité contemporaine. Dans le premier cas, la meilleure stratégie de recherche par des moyens de détection astronomiques (le programme SETI par exemple) serait d'observer dans l'espace les sources de rayonnement les plus puissantes (et souvent les plus distantes). L'observateur sera alors en mesure de déterminer s'il s'agit de sources d'émission naturelles, et ce n'est qu'après cela que la recherche pourra ensuite se concentrer sur des objets de plus faible rayonnement. Dans le second cas, il est préconisé de rechercher des sources de rayonnements nouveaux et puissants, principalement dans les régions mal connues du spectre électromagnétique. Ces sources pourraient être des signaux monochromatiques significatifs ou périodiques provenant du centre galactique, d'autres galaxies ou de quasars et autres objets cosmiques exotiques. La recherche devrait selon Kardachev se concentrer sur le spectre des longueurs d'onde millimétriques, proche de l'intensité maximum du fond diffus cosmologique plutôt que dans la bande des 21 centimètres (qui constitue le domaine d'investigation du programme SETI). Cela nécessiterait, selon Kardachev, pour capter les rayonnements significatifs d'une civilisation évoluée émis par une mégastructure (telle une sphère de Dyson), de disposer d'un radiotélescope de diamètre plus large que le diamètre de la Terre, positionné dans l'espace orbital.
Kardachev conclut en prédisant que la recherche de civilisations extraterrestres allait conduire à des résultats positifs au cours de la décennie suivante, et par là donner à l'humanité l'accès à un vaste ensemble d'informations sur l'Univers et son évolution sur une durée de plusieurs milliards d'années,.

### Troisième publication (1985)

#### Découvrir des supercivilisations

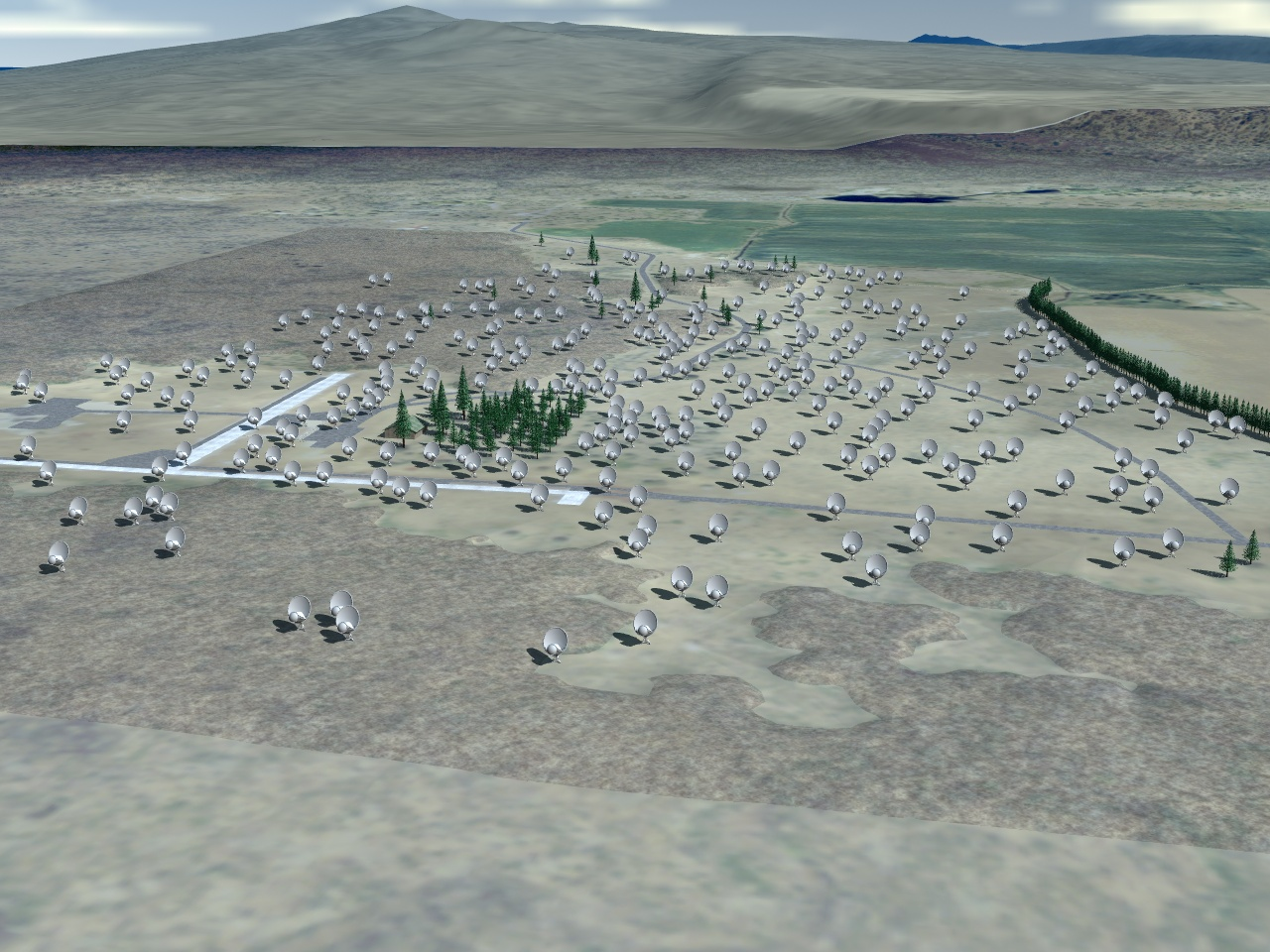
Le radiotélescope interféromètre du Allen Telescope Array.

Dans l'article On the inevitability and the possible structure of supercivilizations publié en 1985, Kardachev évoque les scénarios possibles et les moyens d'investigation à portée de l'humanité pour détecter d'hypothétiques supercivilisations extraterrestres. L'astronome soviétique rappelle que nous recherchons ces supercivilisations sur la base de nos propres critères de développement et les prédictions ne sont possibles que pour des mondes extraterrestres proches de notre niveau technologique, les autres étant hors de notre représentation intellectuelle. En dépit de cela, il lui semble utile de concevoir des modèles de supercivilisations reposant à la fois sur l'imagination et sur nos connaissances scientifiques actuelles. Les lois physiques étant immuables, même si de nouvelles lois sont découvertes dans l'avenir, elles n'aboliront pas pour autant celles déjà connues.
Selon Kardachev, les modèles théoriques des supercivilisations doivent répondre à deux hypothèses de base. La première suppose que le spectre des activités des supercivilisations, qui obéïssent aux lois de la physique, n'est restreint que par des contraintes naturelles et scientifiques, tandis que la seconde suppose que l'évolution des activités des supercivilisations ne peut être ni interrompue ni limitée par des contingences intrinsèques, inhérentes, comme des conflits sociaux d'ampleur. Pour Kardachev, et contrairement à d'autres scientifiques, les supercivilisations ne peuvent s'autodétruire ou rétrograder. Suivant ces principes, il doit exister dans l'espace des mégastructures d'ampleur, émettant quantité d'énergie et d'information, et existant depuis des milliards d'années, tout en étant assez compactes pour échanger rapidement d'importants volumes de données entre elles. Une supercivilisation engendrerait par voie de conséquence une structure technologique de dimensions cosmiques. Kardachev cite à titre d'exemple la mégastructure théorisée par Freeman Dyson, sous la forme d'une sphère de plusieurs unités astronomiques de diamètre. D'autres phénomènes peuvent laisser penser à des activités hautement technologiques, comme l'explosion artificielle d'étoiles ou le changement d'orbite stellaire pour emmagasiner de la masse et de l'énergie. Les nuages moléculaires géants constituent également un grand potentiel d'astro-ingénierie. Kardachev évoque même la possibilité qu'une supercivilisation restructure la galaxie dans son intégralité,.
Puis il évoque la possibilité théorique et mathématique de l'existence d'une mégastructure de la forme d'un disque en rotation sur lui-même à une vitesse angulaire constante. Selon lui, la recherche de signaux intelligents devrait se tourner vers la détection de telles mégastructures au rayonnement caractéristique (20 µm). Les quasars ou les centres galactiques peuvent être d'excellents candidats témoignant de l'existence d'une supercivilisation puisqu'ils émettent de puissants rayonnements infrarouges, indices d'une structure solide. L'astronome conseille de rechercher ces objets dans une bande de longueur d'onde allant de quelques microns à quelques millimètres. De larges structures intelligentes peuvent également être détectées par le fait qu'elles font écran ou qu'elles reflètent les rayonnements environnants.

#### Les scénarios possibles de l'évolution des supercivilisations
Kardachev estime qu'il est très probable qu'une supercivilisation ait déjà détecté et observé l'humanité au moyen de télescopes de dimensions cosmiques. Il en parle notamment dans un article publié en 1997 sur ce sujet, intitulé Radioastron - a Radio Telescope Much Greater than the Earth. Pour cette supercivilisation, la science de l'« ethnographie cosmique » doit être hautement développée. Or, le fait qu'aucun contact n'ait été établi jusqu'à présent pourrait s'expliquer par des considérations éthiques de ces civilisations. Partant de ce principe, Kardachev n'entrevoit que deux scénarios d'évolution possibles pour une supercivilisation : l'évolution naturelle et l'évolution consécutive aux contacts avec d'autres civilisations extraterrestres. Il estime plus probable le scénario reposant sur le contact de deux civilisations hautement développées technologiquement et culturellement ; ce scénario, qu'il intitule « hypothèse de l'urbanisation » (Urbanization Hypothesis), aboutirait à regrouper et unifier plusieurs civilisations au sein de quelques régions compactes de l'Univers.
Kardachev recense, sous forme d'outils d'investigation, six scénarios possibles (résumés dans un tableau à la fin de son article de 1997) expliquant l'évolution d'une civilisation. À chacun des scénarios correspond une probabilité, un ou plusieurs objets à observer, une procédure adaptée et enfin les éventuelles conséquences sur notre civilisation :
1. Le scénario d'une unification importante de civilisations sur une étendue allant de une à dix milliards d'années-lumière avec concentration dans une région particulière affiche une probabilité de 60 %. Ces civilisations sont à rechercher au sein des plus puissants quasars et dans les bulbes galactiques, à un niveau de radiation supérieur à 1038 watts, dans les longueurs d'onde allant de 10 µm à 1 cm, ainsi que dans les autres régions du spectre. Il s'agit de détecter des mégastructures ou des signaux de 1,5 mm de longueur d'onde[27] et d'émission omnidirectionnelle jusqu'à 21 cm. En cas de contact, l'humanité verrait des progrès dans tous les domaines de la société afin de rejoindre cette supercivilisation ; il est aussi à prévoir la création d'un conservatoire ethnographique sur Terre.
2. Le scénario d'une unification à l'échelle de l'amas galactique n'affiche que 20 % de probabilité de réalisation. Kardachev conseille d'observer l'amas de la Vierge (en particulier M87) et d'autres amas selon une procédure similaire à celle du premier scénario. Les conséquences sur l'humanité sont les mêmes que dans le premier scénario.
3. Le scénario d'une unification à l'échelle des galaxies n'affiche que 10 % de probabilité. Pour le confirmer, il faut examiner les centres galactiques, que ce soit de la Voie lactée et des galaxies voisines (comme M31, M33), selon une procédure similaire à celle du premier scénario. Les conséquences sur l'humanité sont les mêmes que dans le premier scénario.
4. Le scénario d'une complète colonisation de l'espace n'a aucune probabilité de se réaliser selon Kardachev car s'il était réalisable alors « ils » seraient déjà sur Terre. Or, ce n'est pas le cas. Toutefois, dans le cas d'un contact, les conséquences sur l'humanité sont les mêmes que dans le premier scénario.
5. Ce scénario pose que toutes les civilisations se seraient autodétruites avant tout contact. Kardachev évalue sa probabilité à 10 %. L'humanité devrait pouvoir détecter des mégastructures anciennes dans les environs des plus proches étoiles. Aucun contact ne peut avoir lieu avec l'humanité en conséquence.
6. Le dernier scénario avance que nous sommes les premiers ou les seuls dans l'Univers. Kardachev évalue sa probabilité à 10 %. Seule l'exobiologie peut confirmer ou pas ce scénario, qui semble peu probable, étant donné que la vie est apparue il y a plusieurs milliards d'années. On peut imaginer un contact dans le futur lointain et alors les conséquences seraient similaires à celles des cinq autres scénarios.

### Quatrième publication (1997)

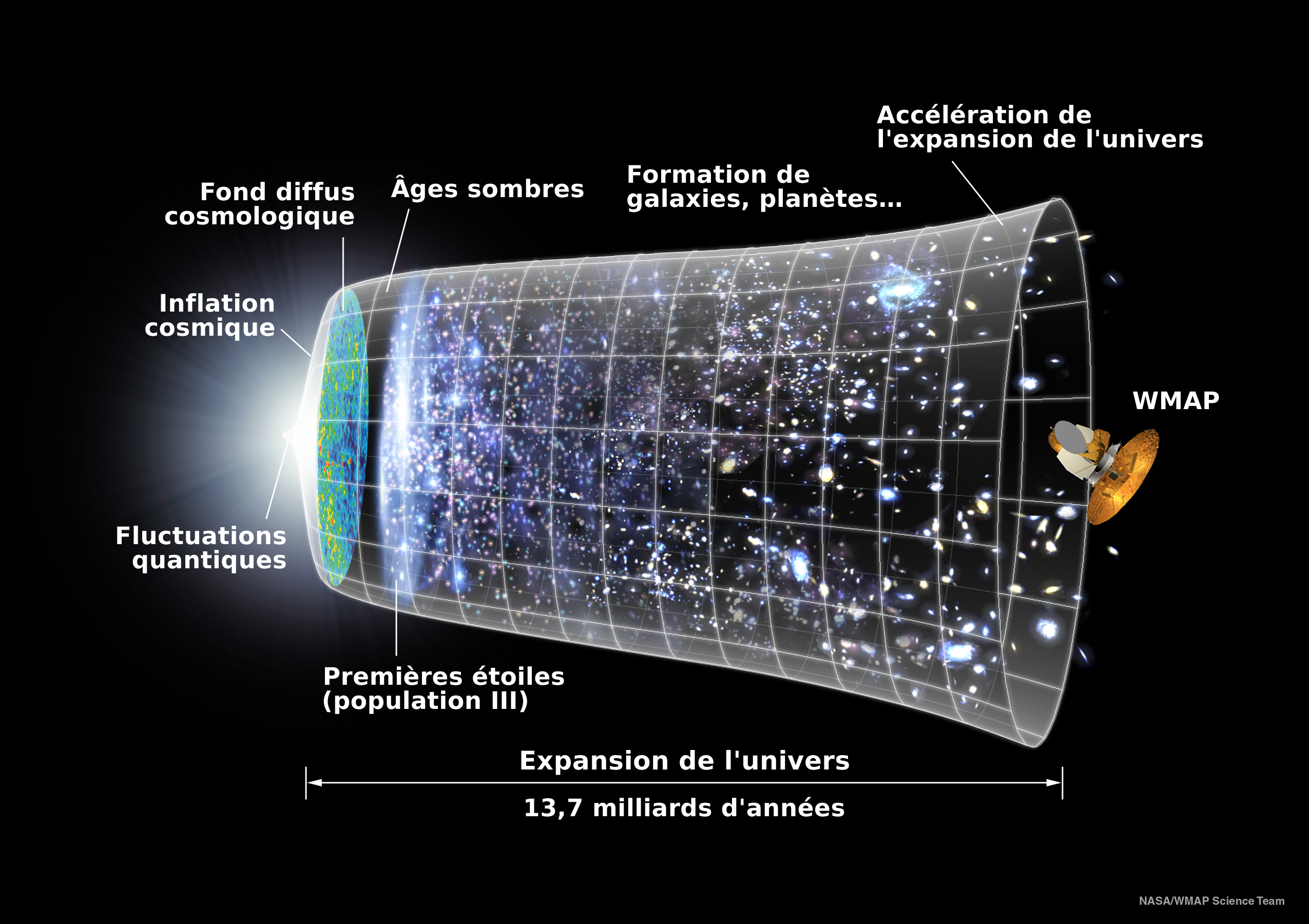
Selon le modèle standard décrivant l'expansion de l'Univers depuis le Big Bang, il peut exister des planètes plus anciennes que la Terre, capables d'abriter des supercivilisations.

Dans l'article Cosmology and Civilizations publié en 1997, Kardachev réaffirme la nécessité d'observer avec attention les objets astronomiques à fort rayonnement pour découvrir des supercivilisations. Cependant, découvrir une civilisation à un stade de développement similaire au nôtre est peu probable. L'existence de telles supercivilisations est rendue possible par le fait que la vie sur Terre est récente au regard de l'âge de l'Univers (8 × 109 années avant la formation du Système solaire). Il passe ensuite en revue les conditions d'apparition du vivant sur des échelles de temps cosmologiques. En adoptant le rythme d'évolution de la vie sur Terre et en considérant l'âge de l'Univers, on peut raisonnablement considérer qu'une civilisation a pu parvenir à notre niveau de développement technologique en 6 × 109 années. De telles civilisations peuvent être observées parmi les régions proches, puisque plus on observe loin, et plus les objets sont jeunes. Les découvertes récentes concernant les sources d'intenses radiations mortelles pour la vie montrent que cette dernière a pu prospérer à l'abri pendant le temps nécessaire à son apparition et son maintien. Un autre argument en faveur de la possibilité d'une très ancienne supercivilisation est que la plupart des objets pouvant être des mégastructures n'ont pas encore été découverts et recensés. De plus, 95 % de la matière demeure invisible ou alors elle peut être devinée au moyen de l'influence gravitationnelle qu'elle produit.
Selon Kardachev, il est fondamental de diriger nos moyens de recherche vers de nouveaux objets rayonnant sur une longueur d'onde allant de quelques microns à quelques millimètres, et à une température de 3  à   300 K, ce qui est caractéristique de larges structures de matière solide. Il serait alors possible de détecter des structures appartenant au type II dans notre galaxie ou dans celles voisines. Des structures de type III peuvent aussi être observées à de grandes distances cosmologiques. Kardachev rappelle qu'une étude a été menée sur 3 000 sources du catalogue IRAS provenant des quatre directions du ciel. Deux bandes de température ont été ciblées : de 110  à   120 K et de 280  à   290 K. L'analyse a montré que les sources de 110  à   120 K sont regroupées dans le plan galactique et dans son centre. Kardachev explique que seuls des moyens d'observation plus puissants, opérant dans l'infrarouge et le submillimétrique, peuvent mettre en évidence d'éventuelles sources de radiation artificielles. Il fait alors référence à des projets qu'il a proposés, notamment celui de mettre en orbite un télescope spatial cryogénique (le projet Millimetron),.
Selon Kardachev, ces résultats, croisés avec ceux issus d'autres recherches portant sur l'âge de certains objets cosmiques, laissent à penser que des civilisations datant de 6 à 8 milliards d'années peuvent exister dans notre galaxie. Il est probable qu'elles aient détecté depuis longtemps notre propre civilisation, hypothèse qui peut permettre de répondre à la question que se posait Enrico Fermi lorsqu'il a formulé son paradoxe à savoir : « Où sont-ils ? » Toutefois, en l'absence de découverte de sources artificielles, la théorie de Chklovski, selon laquelle les civilisations s'autodétruisent à la suite de conflits sociaux d'ampleur, serait avérée. Kardachev mentionne une autre hypothèse intéressante selon lui, capable d'expliquer la dynamique des supercivilisations : l'« effet feedback » (« feedback effect », théorisé par Sebastian von Hoerner en 1975) qui part de l'hypothèse qu'à haut niveau technologique les civilisations ont tendance à se réunir plutôt qu'à s'isoler. La distance entre supercivilisations pourrait alors être déterminée par la moitié du temps de l'évolution technologique de la plus ancienne civilisation, elle serait d'environ 3 à 4 milliards d'années. En revanche, cette supercivilisation pourrait ne plus être présente au sein de notre galaxie depuis longtemps. Kardachev termine en expliquant que comme l'expansion de l'Univers est selon lui infinie, le nombre et la durée de vie de telles supercivilisations sont également infinis.

## Catégories définies par Kardachev
La classification hypothétique dite de l'échelle de Kardachev distingue trois stades d'évolution des civilisations selon le double critère de l'accès et de l'utilisation de l'énergie,. Cette classification a pour but d'orienter les recherches de civilisations extraterrestres, notamment au sein du SETI auquel participait Kardachev, en partant du principe qu'une fraction de l'énergie utilisée par chaque type est destinée à communiquer avec d'autres civilisations. Pour rendre plus compréhensible cette échelle, Lemarchand compare la vitesse de transmission à travers la Galaxie d'un volume d'information équivalente à une bibliothèque de taille moyenne. Une civilisation de type II peut envoyer ces données au moyen d'un faisceau de transmission n'émettant que pendant 100 secondes. Un volume semblable d'informations peut toutefois être envoyé à travers des distances intergalactiques d'environ dix millions d'années-lumière, avec une transmission s'étalant sur quelques semaines. Une civilisation de type III peut émettre ce même volume de données à tout l'Univers observable au moyen d'une transmission de trois secondes,.
La classification de Kardachev se fonde sur le postulat d'un taux d'accroissement de 1 % par année. Kardachev pense qu'il faut 3 200 ans à l'humanité pour atteindre le type II, et 5 800 ans pour le type III. Ces types sont donc séparés entre eux par un facteur d'accroissement de plusieurs milliards.

### Type I
Une civilisation dite de « type I » est capable d'utiliser toute la puissance disponible sur sa planète d'origine, approximativement 1 × 1016 W. Sur Terre, la puissance disponible théorique s'élève à 1,74 × 1017 W. La valeur de 4 × 1012 W, proposée par Kardachev dans ses premières publications, correspond au niveau énergétique atteint sur Terre en 1964.

### Type II
Une civilisation dite de « type II » doit s'avérer capable de collecter toute la puissance de son étoile, soit à peu près 1 × 1026 W. Il s'agit là encore d'une estimation, le Soleil rayonnant environ 3,86 × 1026 W, tandis que Kardachev parlait de 4 × 1026 W dans ses premières publications. La civilisation de type II surpasse celle de type I par un facteur d'environ dix milliards. Freeman Dyson considère qu'une civilisation peut atteindre ce stade en concevant une biosphère artificielle en orbite autour de son étoile, destinée à en collecter l'énergie rayonnée.

### Type III
Une civilisation dite de « type III » a à sa disposition toute la puissance émise par la galaxie dans laquelle elle est située, soit près de 1 × 1036 W. Ce niveau de puissance disponible varie largement en fonction de la taille de chaque galaxie, et Kardachev le fixait à 4 × 1037 W en accord avec les données alors disponibles. Ce type surpasse le précédent par un facteur de dix milliards. Il s'agirait des civilisations les plus anciennes. La théorie de la formation des éléments lourds démontre que des systèmes planétaires peuvent être aussi vieux que les plus anciens objets cosmiques observables d'après Kardachev.

## Réévaluations de l'échelle de Kardachev

### Classification plus fine de Sagan

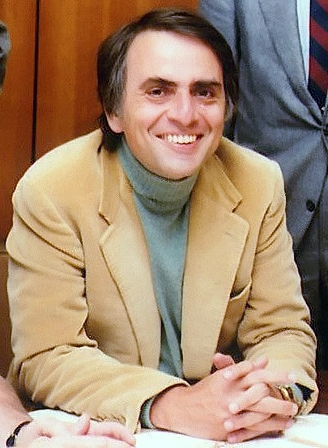
Selon l'astronome Carl Sagan, l'humanité traverse sa phase d'« adolescence technique », typique d'une civilisation sur le point d'intégrer le type de l'échelle de Kardachev.

En 1973, Carl Sagan fait découvrir les travaux de Kardachev sur la classification des civilisations. Il remarque que les écarts entre chaque type énoncé par Kardachev sont si importants qu'ils ne permettent pas de modéliser au mieux l'évolution des civilisations. En conséquence, Sagan propose une classification plus fine, toujours fondée sur les types de Kardachev mais intégrant des paliers intermédiaires (matérialisés par des chiffres). La civilisation de « type 1,1 » serait capable de mobiliser 1017 watts alors que celle de « type 2,3 » se définit par une puissance de 1029 watts. Sagan estime que, selon cette échelle revisitée, l'humanité actuelle serait de type 0,7 (environ 10 térawatts), (plus précisément 0,72 selon Per Calissendorff), ou 0,16 % de la puissance disponible sur Terre. Ce palier se caractérise selon lui par la capacité de s'autodétruire, ce qu'il nomme l'« adolescence technologique » (technological adolescence).
Sagan fonde ses calculs sur l'interpolation logarithmique suivante.
{\displaystyle K={\frac {\log _{10}{W}-6}{10}}}
où {\displaystyle K} représente le palier de Sagan et {\displaystyle W} la puissance consommée en watts.
Sagan suggère également que pour être complet, il faut ajouter une échelle alphabétique, pour indiquer le niveau de développement sociétal. Par conséquent, une civilisation de classe A se fonderait sur 106 bits d'information, une autre de classe B, sur 107, celle de classe C sur 108 et ainsi de suite. L'humanité actuelle appartiendrait donc au stade « 0,7 H » selon Sagan. La première civilisation avec laquelle l'humanité entrerait en contact pourrait se situer entre « 1,5 J » et « 1,8 K ». Une supercivilisation galactique serait au stade « 3 Q », alors qu'une fédération de galaxies pourrait être classée au stade « 4 Z ».

### Kaku et l'économie du savoir

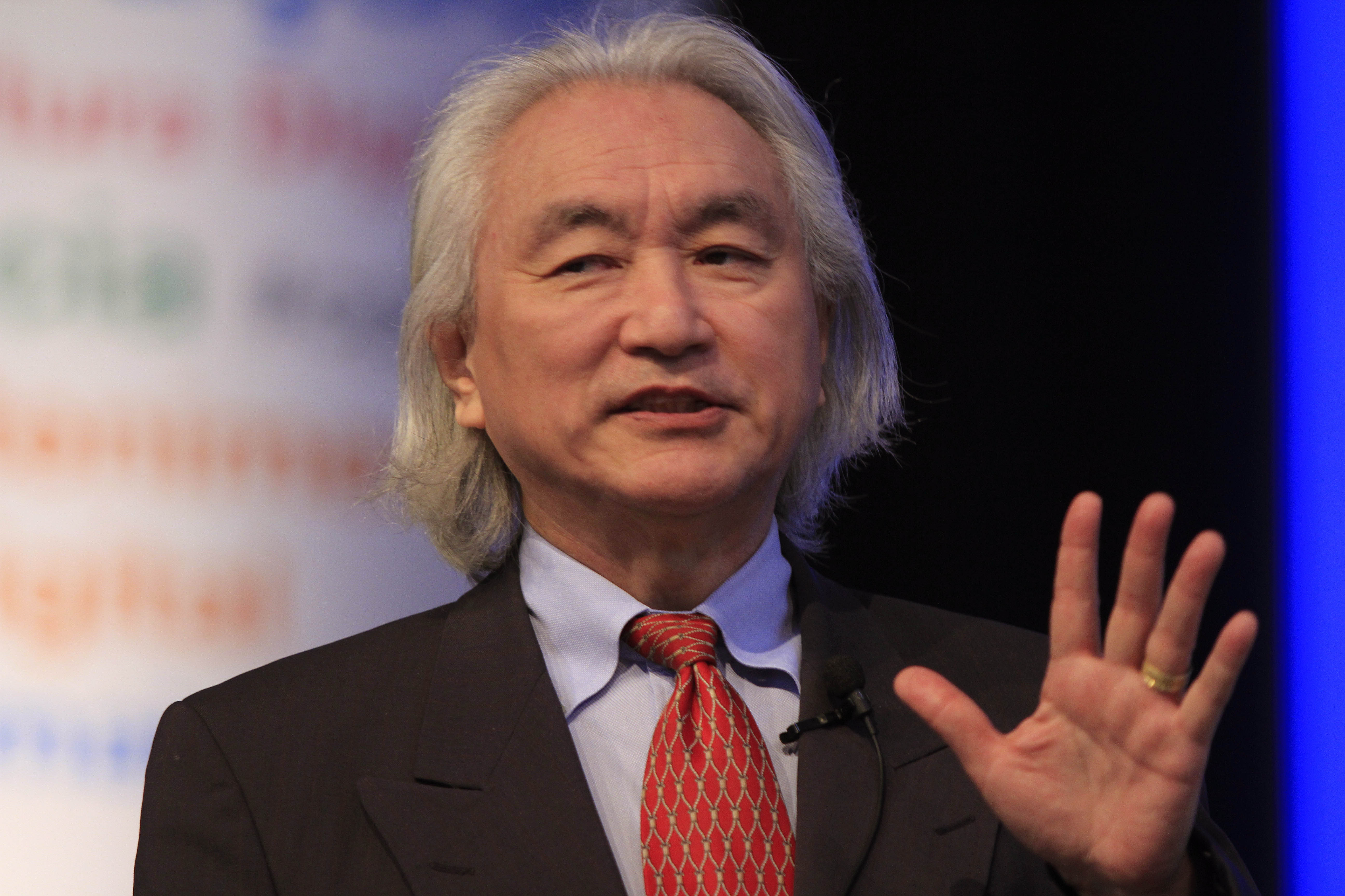
Pour le physicien Michio Kaku, l'humanité atteindra le type en investissant dans l'économie du savoir.

Dans son ouvrage Physics of the Future (2011), le physicien américain Michio Kaku examine les conditions pour que l'humanité converge vers une civilisation planétaire de type I. Cette convergence est principalement fondée sur l'économie du savoir. Kaku utilise l'échelle de Kardachev, mais la développe en y ajoutant un stade supplémentaire : une civilisation de type IV serait capable de puiser l'énergie dont elle a besoin au sein des rayonnements extragalactiques. En étudiant l'évolution des technologies qui ont changé l'Histoire (le papier, le circuit intégré), Kaku estime que l'humanité se dirige vers une civilisation aux dimensions planétaires, dont Internet est le « point de départ ».
Une civilisation de type I consomme une puissance de l'ordre de milliers à des millions de fois notre production planétaire actuelle, environ 100 trillions de trillions de watts. Elle disposerait d'assez d'énergie pour modifier la survenue de certains phénomènes naturels, comme les tremblements de terre ou les volcans, et pourrait construire des villes sur les océans. Nous pouvons voir les prémices d'une civilisation de type I dans le fait qu'un langage planétaire se développe (l'anglais), qu'un système de communication global apparaît (Internet), qu'un système économique mondial est en gestation (l'établissement de l'Union européenne) et même qu'une culture mondialisée est en train d'uniformiser l'humanité (les médias de masse, la télévision, le rock ou encore les films d'Hollywood). Pour atteindre le type I, l'humanité doit se concentrer sur plusieurs domaines : la construction d'infrastructures facilitant la communication et la collaboration, l'éducation, la recherche et développement ainsi que l'innovation mais aussi bâtir de forts liens entre les diasporas et leurs pays d'origine, ainsi qu'entre migrants et non-migrants. En cas d'échec dans le développement de ces domaines, Kaku prévoit que l'humanité sombrera dans les « abysses ». En conclusion, une civilisation évoluée doit s'accroître plus vite que la fréquence de survenue des catastrophes cosmiques hostiles à la vie, comme l'impact d’astéroïdes ou de comètes. Une civilisation de type I devrait également être capable de maîtriser les voyages spatiaux pour dévier des objets menaçants. Elle devrait aussi anticiper l'apparition d'une ère glaciaire et modifier le climat longtemps avant cette dernière pour l'éviter.

### Débats autour des types I, II et III

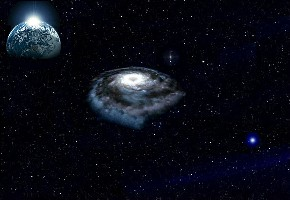
Une supercivilisation de type III serait capable de voyager au moyen de trous de ver.

#### Vers le type I
Le physicien Freeman Dyson a calculé que le type I devrait être atteint d'ici environ 200 ans, alors que pour Richard Carrigan, la Terre est encore à quatre dixièmes sur l'échelle de Sagan du type I. L'atteinte prochaine du type I (en l'an 3000 pour Richard Wilson) s'accompagnerait de profonds bouleversements sociaux, mais aussi d'un important risque d'autodestruction.
Selon Per Calissendorff, la consommation énergétique ne peut être le principal paramètre pour expliquer le passage d'un type à un autre. Les civilisations doivent posséder des moyens pour maintenir leur taux d'accroissement malgré les conditions climatiques et les catastrophes naturelles d'importance, voire les catastrophes cosmiques. Une civilisation s'engageant vers le type II doit maîtriser le voyage spatial, la communication interplanétaire, l'ingénierie stellaire et le climat. Elle doit aussi avoir développé un système de communication planétaire, tel Internet. Pour Michio Kaku, la seule menace sérieuse pour une civilisation de type II serait l'explosion d'une supernova proche alors qu'aucune catastrophe cosmique connue ne serait capable d'anéantir une civilisation de type III.
Selon Philip T. Metzger, l'humanité a atteint le type I mais un défi énergétique se présente à elle. Les énergies non renouvelables sont quasiment toutes exploitées sur Terre ; le gaz naturel sera épuisé vers 2020-2030, le charbon vers 2035, l'uranium vers 2056, alors que le pétrole a atteint son pic de production en 2006-2008. L'énergie nucléaire ne peut totalement combler la demande énergétique mondiale (elle ne représente que 6 % en 2011). Par ailleurs, les énergies renouvelables ne peuvent supporter une demande énergétique croissante. La plupart des minerais utilisés par l'homme risquent de se raréfier ; onze minerais sont déjà classés comme ayant dépassé leur pic de production. Pour Metzger, l'humanité doit donc mener un « projet de cent ans » destiné à réaliser un vaisseau spatial (« 100 Year Starship ») capable d'accéder aux vastes ressources énergétiques présentes dans le Système solaire. Il est même probable pour Metzger que si des extraterrestres convoitaient les ressources énergétiques de notre Système solaire, ils ne viendraient pas les chercher sur Terre mais sur les divers astéroïdes et planétoïdes. La robotique est le seul moyen pour accéder à tant de ressources dispersées, et l'humanité devrait se lancer dans un second projet à long terme que Metzger nomme la « robotsphère », qui débuterait par l'exploitation énergétique de la Lune (estimée à 2,3 × 1013 J/an). Ce premier pas permettrait d'atteindre le type II en 53 ans. Puis la robotsphère (des sondes automatisées autoréplicantes et autoapprenantes) s'étendrait au reste du Système solaire. Les progrès actuels de l'intelligence artificielle laissent supposer que les bases d'une robotsphère puissent être atteintes au début du prochain siècle, soit à partir de 2100. Metzger entrevoit huit bénéfices pour l'humanité à construire le 100 Year Starship, dont des coûts de lancement nuls car les navires spatiaux seront construits dans l'espace par des robots, lesquels pourront le faire avec peu d'assistance humaine (ce qui diminue drastiquement les coûts de fabrication), création d'une économie à l'échelle du Système solaire et utilisation des ressources des objets célestes et, potentiellement, terraformage de ceux-ci.

#### Vers le type II
Pour Carl Sagan, le type II devrait être atteint vers 2100. Cependant, se fondant sur 27 années de données concernant les programmes spatiaux ainsi que sur la production et la consommation énergétique mondiale, M. G. Millis montre que l'énergie requise pour entrer dans l'ère des voyages interplanétaires ne permettra pas à l'humanité de lancer de telles missions avant deux siècles. Son analyse rejoint celle, économique, de Freeman Dyson.
Viorel Badescu et Richard B. Cathcart ont étudié la possibilité qu'une civilisation de type II puisse utiliser un dispositif de 450 millions de kilomètres pour orienter le rayonnement solaire et pouvoir ainsi imprimer à son étoile un mouvement cinétique qui la fait dévier de sa trajectoire habituelle d'environ 35 à 40 parsecs, lui permettant notamment de capter son exergie et de naviguer dans la Galaxie,.
Pour Claude Semay, « une civilisation de stade II pourrait être détectée sur de grandes distances (par ce qu'on appelle des « fuites d'astrotechnique »), à condition qu'elle ne soit pas située dans une région trop éloignée de nous dans la Galaxie, ou qu'elle n'occupe pas un emplacement qui nous soit masqué par des nuages de gaz ou de poussières. »

#### Vers le type III

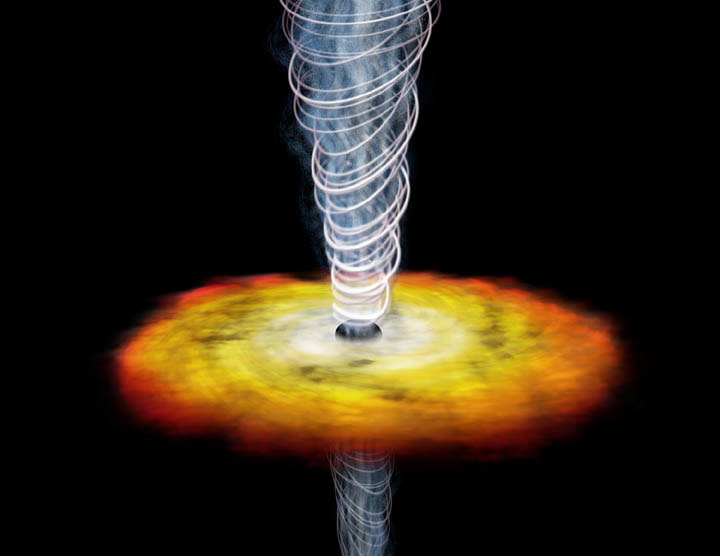
Vue d'artiste du quasar GB1508. Selon l'astronome russe Kardachev, une civilisation hautement évoluée, dite de « type III » dans sa classification théorique, serait capable de puiser son énergie dans une telle source.

Une civilisation de type III devrait être détectable en raison de la quantité importante de rayonnement captée à l'échelle de la galaxie. Calissendorff propose de prendre comme valeur 75 % de la lumière totale émise par une galaxie pour déterminer qu'une civilisation de type III a recours à de nombreuses sphères de Dyson. Si seulement trois ou quatre de ces sphères occupent la galaxie, cela ne veut pas forcément signifier que la civilisation a atteint le type III ; elle peut être encore en transition.
Toutefois de telles civilisations peuvent rester hors de portée de notre compréhension et de nos instruments. Sagan considère que la plus proche civilisation de type III est à une distance moyenne de nous de 10 000 années-lumière mais qu'elle se désintéresse des transmissions radio classiques, étant d'un autre niveau technologique. Seules de petites civilisations faiblement avancées pourraient communiquer avec nous.
Cependant, « une civilisation de type III ne doit pas être confondue avec ce que les auteurs de science-fiction appellent un « empire galactique » » note Semay, sachant qu'elle ne peut exister que si le voyage interstellaire est acquis. Or, il n'y a pas de preuve que cela soit possible un jour. En partant des calculs de Dyson, Semay considère qu'un tel voyage serait de trois siècles, pour une distance moyenne entre étoiles d'environ 7 années-lumière. En somme, la vitesse de propagation du front de colonisation, qui va de 4 × 10−4 à 5 × 10−3 année-lumière par an, conduirait l'humanité à se diffuser dans la galaxie en une durée comprise entre 16 et 200 millions d'années. « Une civilisation de type III, ayant donc « domestiqué » sa galaxie par la construction d'un grand nombre de sphères de Dyson, serait détectable sur des distances intergalactiques de plusieurs millions d'années-lumière. »
Une civilisation de type III pourrait théoriquement vivre au sein d'un trou noir supermassif, sur une orbite périodique stable, ce qui la rendrait totalement indétectable d'après V. I. Dokuchaev.
Selon Kaku, des civilisations de type II et III pourraient profiter de l'énergie de Planck, soit 1019 milliards d'électronvolts, forme d'énergie présente uniquement au sein des trous noirs ou aux débuts du Big Bang. Le voyage au moyen de trous de ver serait à portée de telles civilisations.

### Critiques de la classification

#### Des postulats non pertinents
William I. Newman et Carl Sagan considèrent que la croissance de la consommation énergétique ne peut seule décrire l'évolution des civilisations ; il faut aussi considérer la croissance démographique et notamment le fait qu'elle peut être limitée par la capacité de transport des moyens de déplacement interplanétaires. Ils concluent qu'il ne peut y avoir d'anciennes civilisations de dimensions galactiques, ni d'empire galactique même si la possibilité que des réseaux de mondes colonisés (d'environ 5 à 106 planètes) soit forte.
L'échelle théorisée par Kardachev est née au sein du contexte géopolitique de la guerre froide dans lequel l'énergie avait valeur suprême. Le physicien de l'université de Buenos Aires Guillermo A. Lemarchand considère que quatre arguments s'opposent à la classification de Kardachev :
1. Des émetteurs omnidirectionnels de longue portée seraient très énergivores. Utiliser des dispositifs directionnels ou intermittents, pointés à chaque fois dans une direction différente, nécessiteraient beaucoup moins d'énergie. Une civilisation de types II ou III pourraient donc se définir par autre chose que par une consommation exponentielle d'énergie.
2. L'hypothèse d'une consommation d'énergie exponentielle est certainement fausse car si l'on analyse la consommation d'énergie par habitant au cours de toute l'histoire humaine, elle forme une succession de courbes de type logistique avec un créneau de saturation pour chaque innovation technologique. Par conséquent, un état stable ou de croissance limitée est plus probable.
3. Selon le principe de médiocrité, appliqué à la recherche de civilisations extraterrestres par Sagan et Shklovskii en 1966 à partir des calculs de John Richard Gott[67], les civilisations plus importantes que la nôtre doivent être suffisamment rares pour ne pas avoir la possibilité de dominer et d'être visibles.
4. Enfin, les programmes de recherche et d'écoute, à Harvard et Buenos Aires (Horowitz et Sagan en 1993 ou Lemarchand et al. en 1997), n'ont pas apporté de preuves scientifiques de l'existence de sources artificielles, que cela soit dans la Voie lactée comme dans les galaxies proches (M33, M81, la galaxie du Tourbillon ou encore Centaurus A), ni même dans l'amas galactique de la Vierge.

Pour le météorologiste britannique Lewis Fry Richardson, auteur d'une étude statistique sur la mortalité (publiée dans Statistics of Deadly Quarrels, 1960), l'agressivité de l'homme ne permet pas d'augurer une durée de vie à l'humanité lui permettant d'atteindre des stades plus évolués. Il estime que les pulsions violentes de l'homme détruiront l'ordre social sur une période de 1 000 ans. De surcroît, l'humanité a de grandes chances de sombrer au moyen d'armes de destruction massives, d'ici quelques siècles tout au plus.
Les transhumanistes Paul Hughes et John Smart expliquent l'absence de signaux d'une civilisation de type III par deux hypothèses : soit elle s'est autodétruite, soit elle n'a pas suivi la trajectoire décrite par Kardachev. La croissance de la consommation énergétique devrait créer une crise climatique qu'Yvan Dutil et Stéphane Dumas fixent à 1 W/m2 de terre ou 127 TW pour la planète au complet. En considérant un taux d'accroissement de 2 % par an, une civilisation industrielle devrait cesser de croître assez tôt dans son histoire (après quelques siècles). En somme, l'impossibilité de sauvegarder durablement les ressources énergétiques peut expliquer l'absence de civilisations de types II et III.
L'échelle de Kardachev ne tient pas compte des coûts énergétique et économique importants que requièrent les missions spatiales, coûts engendrés par le « postulat de l'obsolescence incessante » (incessant obsolescence postulate) qui pose que toute mission interstellaire ultérieure à celle lancée atteindra la destination plus tôt et avec plus d'équipement moderne que celle initiale.
Pour Zoltan Galántai, il n'est pas possible d'imaginer un projet de civilisation s'étalant sur des siècles (comme une sphère de Dyson), voire des millions d'années, à moins d'envisager une pensée et une éthique différentes des nôtres, à portée d'une civilisation ancestrale. Il propose donc de classer les civilisations en fonction de leurs capacités à mener sur le long terme des projets de civilisation d'envergure.
Enfin, pour Freeman Dyson, la communication et la vie peuvent continuer éternellement, au sein d'un Univers ouvert, en utilisant une quantité finie d'énergie ; l'intelligence est donc le seul paramètre fondamental pour qu'une civilisation survive à très long terme, et l'énergie n'est alors plus ce qui la définit, thèse qu'il développe dans son article Time Without End : Physics and Biology in an Open Universe.

#### D'autres échelles

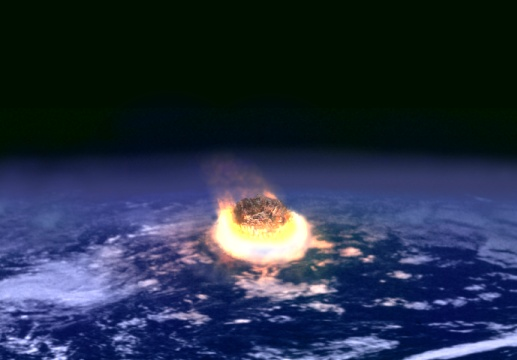
Pour Zoltan Galántai, une échelle classant les civilisations doit se baser sur leur aptitude à survivre aux catastrophes, notamment celles d'origine cosmique, comme l'impact d'un astéroïde.

L'astronome John Barrow de l'université du Sussex a fait l'hypothèse que d'autres stades existent au-delà du type III. Ces civilisations de types IV, V voire VI seraient capables de manipuler les structures cosmiques (galaxies, amas galactiques, superamas) et même d'échapper au Big Crunch par des trous dans l'espace. Barrow propose aussi une « anti-échelle de Kardachev », une classification non plus basée sur l'expansion mais sur la miniaturisation, la colonisation du microcosme. Dans Impossibility : The Limits of Science and the Science of Limits (1998), il suggère une échelle allant de « BI » à « BVI », avec un ultime stade qu'il intitule « BΩ », le premier étant caractérisé par la possibilité de manipuler son environnement alors que le dernier autorise une modification de l'espace-temps.
Zoltan Galántai reconnaît le rôle important qu'a joué la classification de Kardachev au sein du programme SETI mais il considère qu'une autre échelle est possible, sans utiliser la consommation d'énergie, en recourant à la miniaturisation. L'hypothèse de Donald Tarter, chercheur au SETI, est qu'une civilisation fondée sur la nanotechnologie n'aurait pas besoin d'une quantité toujours plus importante d'énergie. Une civilisation de type I, maîtrisant le voyage spatial local, pourrait tout à fait coloniser son système planétaire et même le nuage de Oort sans avoir besoin d'une quantité d'énergie la faisant appartenir au type II. Cette échelle perd son sens au-delà du type II, puisqu'il est impossible de prévoir l'évolution des civilisations sur de longues distances spatiales, au sein d'un processus de colonisation galactique. Enfin, l'échelle de Kardachev est le produit d'une époque aux connaissances scientifiques insuffisantes, qui considérait CTA-102 comme une source artificielle de type III alors que l'on sait aujourd'hui qu'il s'agit d'un noyau galactique.
Zoltan Galántai suggère dans un autre article de considérer une autre échelle, non plus basée sur la consommation d'énergie mais sur l'habileté d'une civilisation à survivre aux désastres naturels et cosmiques. Le type I décrirait une civilisation capable de résister à une catastrophe naturelle locale, comme les Anasazis. Une civilisation de type II aurait les moyens de contrer une catastrophe régionale ou continentale, enfin le type III pourrait faire face à un désastre global tels l'impact d'un astéroïde, l'éruption d'un supervolcan ou encore à une ère glaciaire. Au-delà de ces trois premiers types viennent des civilisations s'étant dispersées dans la Galaxie. Celle de type IV serait encore vulnérable à quelques menaces cosmiques, alors que celle de type V serait techniquement immortelle puisque plus aucune catastrophe cosmique ne pourrait l'atteindre. L'échelle de Kardachev peut être un outil pertinent pour prévenir les catastrophes, qu'elles soient humaines ou naturelles d'après Richard Wilson, qui rapporte cette échelle à la puissance de destruction, en TNT. Une civilisation de type I utiliserait 25 mégatonnes de TNT équivalentes par seconde, celle de type II, 4 × 109 fois plus (4 milliards de bombes hydrogène par seconde), alors que celle de type III, 1011 fois plus.
| Type | Puissance (W) | Année au plus tôt | Année nominale | Année au plus tard |
| ---- | ------------- | ----------------- | -------------- | ------------------ |
| I    | 2,1 × 1016    | 2209              | 2390           | 6498               |
| II   | 3,8 × 1026    | 2873              | 3652           | 21272              |
| III  | 4 × 1037      | 3587              | 5007           | 37147              |

M. G. Millis estime que les données actuelles (sur une période de 27 ans) permettent de prédire que l'humanité n'accèdera pas au type I avant l'année 2400 (soit une production 2,1 × 1016 W). Il a actualisé les calculs de Kardachev d'après les données s'étalant de 1980 à 2007. Zoltan Galántai remarque que ni Kardachev ni Sagan n'ont pensé prolonger l'échelle et définir un type IV (qui utiliserait l'énergie d'un Univers entier). Ils n'ont tout simplement pas envisagé une civilisation capable de manipuler son environnement sur la plus haute échelle possible (sur environ 14 milliards de parsecs). La supercivilisation de type IV s'approche des possibilités divines et pourrait créer et voyager à travers des Univers alternatifs conçus par elle, cette dernière possibilité étant réservée pour Carrigan à une civilisation de type V. La fraction d'énergie captée par une civilisation capable de s'alimenter sur un trou noir pourrait également permettre de classer les civilisations.

## Scénarios possibles
Les paramètres les plus importants pour définir l'existence d'une civilisation sont au nombre de trois d'après Kardachev : l'existence de sources d'énergie très puissantes, l'utilisation de technologies hors normes et la transmission d'importantes quantités d'information de différentes sortes à travers l'espace.

### Les sources d'énergie
La classification de Kardachev est fondée sur l'hypothèse qu'une civilisation avancée utilise beaucoup d'énergie, ce qui sous-entend qu'elle doit être de fait détectable sur de longues distances résume Zoltan Galántai. À l'origine, pour Kardachev, la limite d'utilisation d'énergie par une civilisation se situe dans la région du spectre électromagnétique allant de 106 à 108 Hz, ce qui autorise deux constats relatifs à la thermodynamique. Premièrement l'intégralité de l'énergie consommée est inévitablement convertie en chaleur. Deuxièmement, la seule façon de dissiper cette énergie est sous la forme de rayonnements dispersés dans l'espace. Ces deux constats sont les piliers de la théorie de Kardachev qui considère que les objets cosmiques à fort rayonnement pourraient être des sources artificielles. Il a également envisagé de détecter une source artificielle en mettant en évidence la raie spectrale de l'hydrogène, dans son utilisation à des fins de fusion nucléaire.
Dutil et Dumas envisagent plusieurs limitations physiques à une production énergétique en continu, comme celle de la photosynthèse (environ 10 TW), celle climatique (environ 127 TW) ou encore celle liée au flux solaire (174 000 TW). La seule source d'énergie inépuisable, qui puisse garantir à une civilisation un approvisionnement sur plusieurs milliards d'années, est le deutérium (utilisé dans la fusion nucléaire). La durabilité d'une civilisation doit donc passer par « un strict contrôle de l'exploitation des ressources » disponibles ; cette difficulté à dépasser les limites énergétiques peut expliquer le fait que la grande majorité des civilisations échouent à s'engager dans un projet de colonisation spatiale. Une solution pour augmenter la production énergétique serait de capter le rayonnement solaire radié sur la surface lunaire, soit 1,6 × 1015 W (soit 164 W/m2, sur une surface de 9,5 × 1012 m2).
L'astrophysicien Makoto Inoue et l'économiste Hiromitsu Yokoo ont étudié la possibilité qu'une civilisation de type III puisse s'alimenter depuis un trou noir supermassif (SMBH en anglais). L'énergie captée pourrait couvrir les extraordinaires besoins d'une civilisation nécessitant environ 4 × 1044 erg/s. L'énergie serait recueillie sous forme de rayonnements émis par la matière s'engouffrant dans l'astre, au moyen de collecteurs situés au sein du disque d'accrétion. Ces collecteurs sont similaires à des sphères de Dyson. Le trop-plein, ainsi que les déchets de la civilisation, seraient redirigés vers le trou noir. Une fraction de cette énergie, dirigée sous forme d'un rayon de haute puissance, pourrait être utile pour le voyage spatial. Un club galactique de civilisations pourrait transmettre l'énergie au moyen de réseaux au sein de la galaxie. Au sein des différentes stations d'alimentation centrales composant le réseau, la transmission de puissance est commutée régulièrement, entre émetteur et récepteur, et ce en fonction de la rotation galactique. Pour être efficace, ce réseau devrait être situé au centre de la galaxie.

### La technologie

Schéma d'une coquille de Dyson d'une unité astronomique de rayon.

Ce paramètre est l'un des plus indétectables dans l'Univers en raison du fait que les structures de matière solide sont à basse température et émettent de faibles rayonnements. Leur luminosité, très difficilement observable, ne peut également permettre de les observer au moyen de télescopes. De même on doit renoncer à les détecter via leurs effets gravitationnels. Par contre leur existence peut être déterminée en analysant les longueurs d'onde entre 8  et   13 microns, correspondant à des températures de surface de 300 K. Une hypothétique sphère de Dyson pourrait ainsi être détectée, à condition que l'observation se fasse depuis l'espace. Localement, la baisse importante de la luminosité, qui résulterait d'une sphère de Dyson (ou « bulle de Fermi ») immense, permettrait de mettre en évidence une civilisation de type III.
Une mégastructure comme une sphère de Dyson pourrait être le résultat d'une ingénierie basée sur les sondes autoréplicantes comme celles imaginées par von Neumann. Une civilisation de type III aurait en effet les moyens de disperser dans la galaxie un nombre important de ces sphères, ce qui aurait pour conséquence d'atténuer la lumière rayonnée par la galaxie. Kaku considère également que c'est la plus efficace méthode de colonisation de l'espace. Par exemple, une galaxie de 100 000 années-lumière de diamètre serait explorée en un demi-million d'années. Paul Davies a suggéré qu'une civilisation puisse coloniser la galaxie en dispersant des sondes miniatures, pas plus grosses que la paume de la main, et de fonctionnement nanotechnologique. Cette thèse est réaliste, explique-t-il, puisqu'il est évident que la technologie est de plus en plus miniaturisée et, en proportion, moins coûteuse.
Des mégastructures de type II seraient plus facilement détectables. Ce serait le cas d'une sphère de Dyson utilisée comme « moteur stellaire » (stellar engine), tout comme l'apport d'éléments lourds. De même, des « propulseurs de Shkadov » (Shkadov thruster), qui permettraient de générer une poussée latérale de 4,4 parsecs sur son étoile en reflétant les rayonnements solaires au moyen d'une structure constituée de miroirs, seraient des objets observables. Ce dispositif briserait la symétrie des radiations solaires et contrebalancerait les forces gravitationnelles, permettant ainsi à une civilisation de type II de déplacer son système solaire d'origine à travers l'espace,. Drake et Chklovski ont également envisagé la possibilité d'« ensemencer » une étoile (stellar salting) en y ajoutant artificiellement des composants extrêmement rares comme le technétium ou le prométhium. Une telle intervention sur la composition d'une étoile serait détectable.
Il est toujours possible que l'humanité puisse détecter les traces de civilisations de types I, II ou III disparues. La recherche de traces matérielles de telles civilisations (sphères de Dyson ou moteurs stellaires par exemple), « alternative intéressante » au programme SETI conventionnel, jette les bases d'une « archéologie cosmique » selon Richard A. Carrigan. Les efforts pour détecter des marqueurs d'intelligence dans l'atmosphère des exoplanètes (comme le fréon, l'oxygène ou même l'ozone, résidus de l'activité biotique selon les recherches de James Lovelock) en est l'un des axes prometteurs. Une civilisation observant son étoile mourir (en géante rouge par exemple) pourrait avoir tenté d'en prolonger l'existence par des mégastructures qui devraient être détectables. Les traces possibles pourraient être des résidus nucléaires, à rechercher au sein des types spectraux allant de A5 à F2 selon Whitmire et Wright. Ce pourrait être aussi un changement dans le ratio isotopique, dû à un moteur stellaire, ou encore une modulation spectrale inhabituelle dans la composition de l'astre.

### La transmission intersidérale d'informations

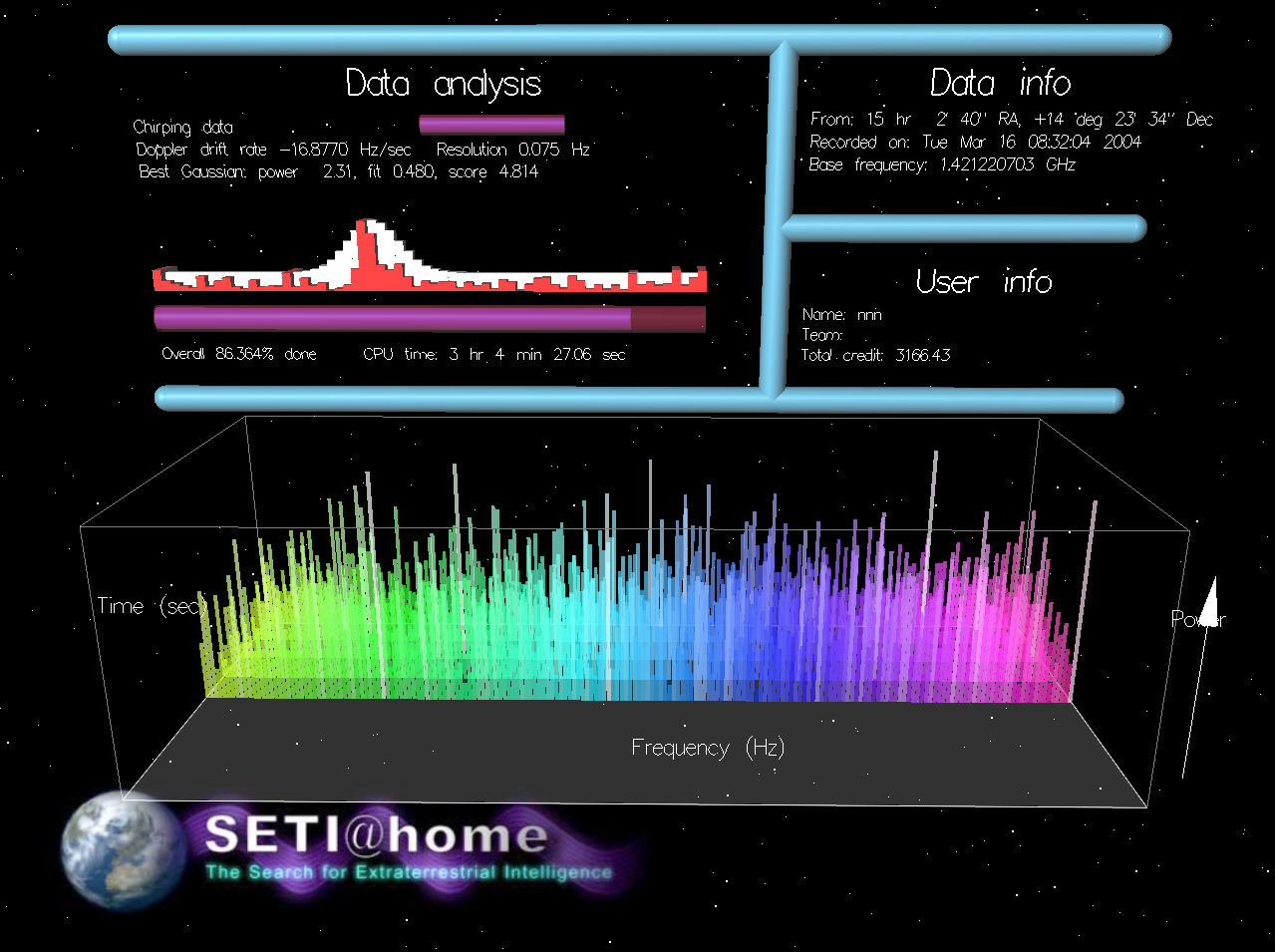
Capture d'écran du programme SETI@home.

Les transmissions d'une civilisation extraterrestre (ce que recherche SERENDIP) peuvent être divisées en deux types d'après Kardachev. D'une part, il peut y avoir échange d'information entre des civilisations hautement développées ou à des stades d'évolution sensiblement semblables. D'autre part, la transmission de l'information peut avoir pour but d'élever le niveau d'autres civilisations moins développées. Si les supercivilisations existent bien, la transmission du premier type doit demeurer inaccessible à notre observation car elles doivent être unidirectionnelles et ne pas être dirigées vers le Système solaire. Au contraire, celles du second type doivent être facilement détectables par nos moyens d'écoute. Un signal d'origine artificielle devrait contenir plus de 10 et moins de 100 bits. Ces derniers seraient de deux types : transitoires et stables. Plusieurs critères permettent de discriminer un signal d'origine artificielle des autres. D'abord, la région du spectre optimum pour abriter des signaux artificiels est celle où la température du fond diffus cosmologique est la plus basse. Ensuite, les sources artificielles doivent posséder une taille angulaire minimale. Enfin, l'existence de données suspectes dans les autres régions du spectre (comme la polarisation circulaire, les fréquences radio et optiques ou encore les émissions de rayons X) peuvent confirmer qu'il s'agit d'une transmission intelligente. Deux sources parmi celles étudiées comportent des paramètres proches de ceux attendus : 1934-63 et 3C 273B.
Pour L. M. Gindilis, il existe deux critères pour qu'un signal soit dit artificiel : l'un lié à la nature artificielle de la source et l'autre lié à un rayonnement particulier, intentionnellement conçu pour assurer la communication et simplifier la détection. Seules les civilisations de type II ou III peuvent communiquer au moyen de transmissions isotropiques et autorisant une réception non-directionnelle. Dans une bande de 1 MHz (ce qui nécessite environ 1024 watts), la détection de signaux émanant d'une civilisation de type II est possible jusqu'à 1 000 années-lumière, alors que les signaux provenant d'une civilisation de type III sont virtuellement détectables dans tout l'Univers observable. Cependant, la construction d'un transmetteur omnidirectionnel assez puissant pour émettre sur une portée de 1 000 années-lumière prendrait plusieurs millions d'années. L'énergie requise et la limitation dans sa production constitueraient deux barrières pour achever ce projet dans un délai raisonnable selon V. S. Troitskij.
Pour Zoltan Galántai, nous ne pourrions pas faire la différence entre un signal intelligent extraterrestre et un signal d'origine naturelle. Par conséquent, il ne pense pas que des civilisations de types II, III ou même IV puissent être détectées. Même lorsque l'humanité atteindra le type IV, elle sera incapable de détecter une autre supercivilisation de niveau similaire, et nous considérerons leurs modifications de l'Univers comme le résultat de causes naturelles. L'Univers comprend donc peut-être de nombreuses civilisations de type IV, mais aucune ne peut parvenir à détecter les autres. Par ailleurs, les dimensions de l'Univers font que ces supercivilisations sont comme des îles éloignées des autres, ce que Dyson définit comme « un Univers à la Lewis Carroll » (a Carroll Universe).
Pour Alexander L. Zaitsev, la transmission radio de messages interstellaires (IRM) est la plus probablement utilisée par les civilisations. Les radiotélescopes planétaires et installés sur des astéroïdes permettraient d'écouter au mieux les multiples messages qui pourraient nous être envoyés. En 2007, le programme SETI analyse les seules fréquences télévisuelles envoyées par une civilisation de type 0, note Michio Kaku. Par conséquent, notre galaxie est peut-être traversée de communications provenant de civilisations de type II et III, mais nos instruments d'écoute peuvent uniquement détecter des messages de type 0.

## Recherche et détection de civilisations

### La conférence Byurakan (1964)

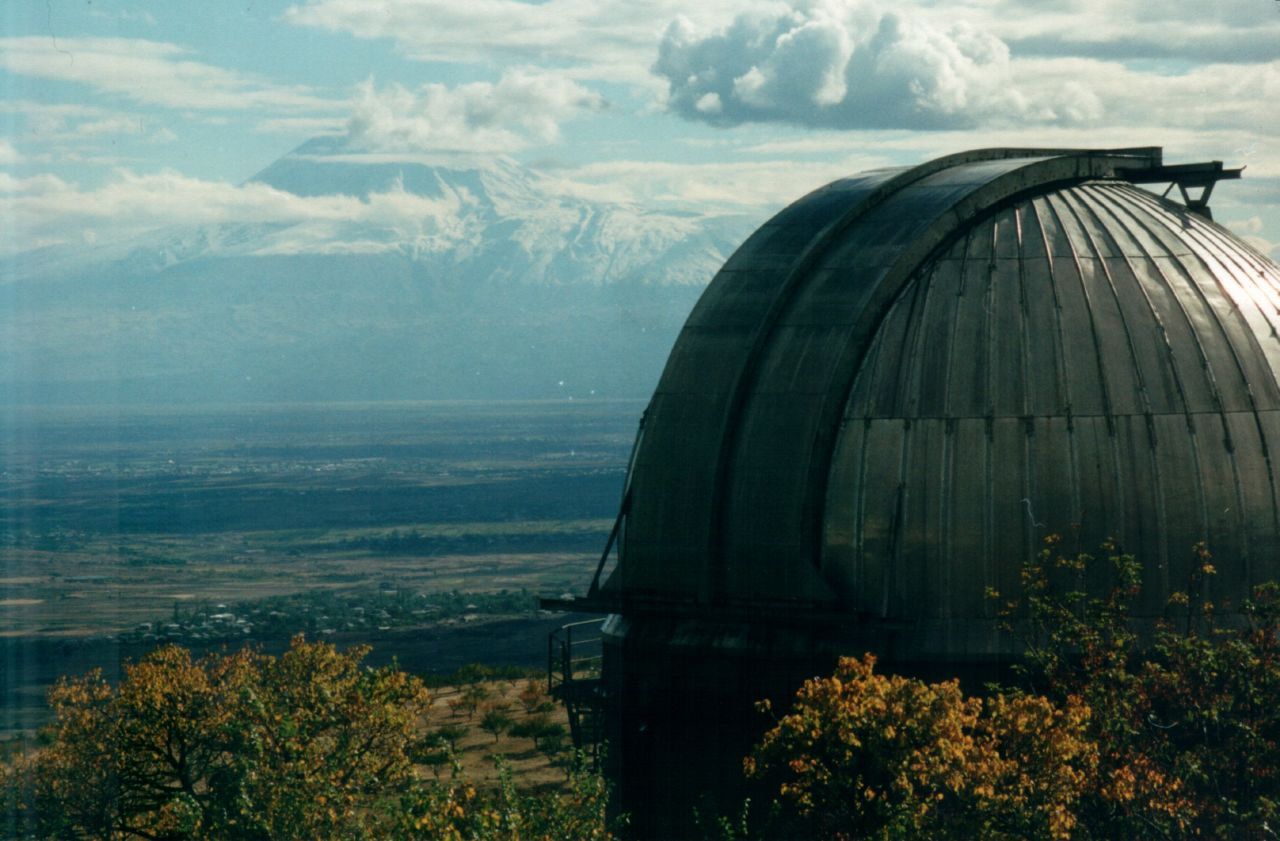
L'observatoire astrophysique de Byurakan.

À partir de 1962, Kardachev est membre d'un groupe de recherche SETI à l'Institut astronomique Sternberg de Moscou. En 1964, il organise la première rencontre soviétique quant à la possibilité de civilisations extraterrestres, qui se tient à l'observatoire astrophysique de Byurakan en Arménie. Cette conférence nationale se tient en réponse au séminaire américain dit Green Bank conference de 1961 qui a lieu à l'observatoire de Green Bank, aux États-Unis. Réunissant des radioastronomes, il a pour objectif d'« obtenir des solutions techniques et linguistiques rationnelles quant au problème de la communication avec une civilisation extraterrestre qui est plus avancée que la civilisation de la Terre. » Kardachev y présente sa classification, alors que Troitskii annonce qu'il est possible de détecter des signaux émanant d'autres galaxies. Le travail de Kardachev est le centre de l'attention de tous,.
Pour Kardachev, « dans les cinq à dix prochaines années, toutes les sources de radiation constituant le plus grand flux observable, dans toutes les régions du spectre électromagnétique, auront été découvertes et étudiées », la sensibilité des appareils d'écoute ayant en effet atteint leurs limites techniques. Selon lui, la totalité du spectre électromagnétique sera connue et, par conséquent, la liste des objets pouvant être des sources artificielles pourrait ainsi être étendue. La recherche de signaux artificiels devra alors se concentrer sur les objets de luminosité ou de rayonnement maximum appartenant à une région particulière du spectre, mais aussi sur les objets de masse importante, et sur ceux qui représentent l'essentiel de la matière dans l'Univers. Dès 1971, Kardachev considère que ce constat nécessite de préparer un plan d'écoute et d'analyse qui permette le succès de la recherche de civilisations extraterrestres. L'humanité sera alors en mesure de lever le « dilemme principal » (main dilemma) tel qu'il a été énoncé par Enrico Fermi. Ce dilemme est, selon l'astronome soviétique, certainement lié à notre manque d'informations et de connaissances,.
Kardachev pense qu'un projet de recherche comme Ozma est incapable de détecter une civilisation de type I (idée promue également par Kaplan en 1971) et que SETI devrait plutôt se concentrer sur la recherche de signaux radio intenses qui pourraient émaner de civilisations de type II ou III en activité. Pour prouver que cette approche est efficace, Kardachev a donc porté son attention sur deux radiosources détectées par le California Institute of Technology et nomenclaturées CTA-21 et CTA-102. Par la suite, Guennadi Cholomitski utilise la station de recherche astronomique russe pour examiner les données de CTA-102. Il détermine que cette radiosource se distingue par sa variabilité. Kardachev considère alors que cela peut constituer l'indice d'une source d'émission artificielle, bien que de durée de vie assez courte.

### Vers une «eschatologie physique»
Les connaissances de ces supercivilisations hypothétiques doivent s'inscrire dans un large éventail de lois physiques, qui contient l'intégralité de nos connaissances actuelles, les développements technique et scientifique de l'humanité pouvant être considérés comme un stade inévitable et nécessaire dans le processus d'évolution d'une civilisation. Sur ce principe, Kardachev propose de définir plusieurs concepts applicables aux civilisations extraterrestres. Les lois physiques, universelles, peuvent être utilisées comme une base commune pour comprendre les autres civilisations et, en particulier, nous permettre de développer un programme de recherche objectif. Michio Kaku considère lui aussi que le développement des civilisations obéit aux « lois d'airain de la physique » et en particulier aux lois de la thermodynamique, à celles de la matière stable (matière baryonique) et à celles de l'évolution planétaire (probabilité de survenue de catastrophes naturelles ou cosmiques). Le principe entropique permet également de prévoir les caractéristiques sociologiques aux fondements de toute civilisation.
Cependant, ces lois universelles ne sont pas le seul paramètre à prendre en compte. Zoltan Galántai explique ainsi qu'« il est impossible de calculer le futur de l'Univers sur de longues périodes sans inclure les effets de la vie et de l'intelligence », position proche de celle adoptée par Freeman Dyson. La prise en compte de ces deux phénomènes, les lois physiques universelles et l'intelligence issue de la vie, définissent une « eschatologie physique » (physical eschatology) selon l'expression de Galántai. Cette approche débute dans les années 1970 avec les travaux de Kardachev, puis l'eschatologie physique a peu à peu intéressé nombre de scientifiques et de penseurs, note Dyson.

### Une définition fonctionnelle de la civilisation

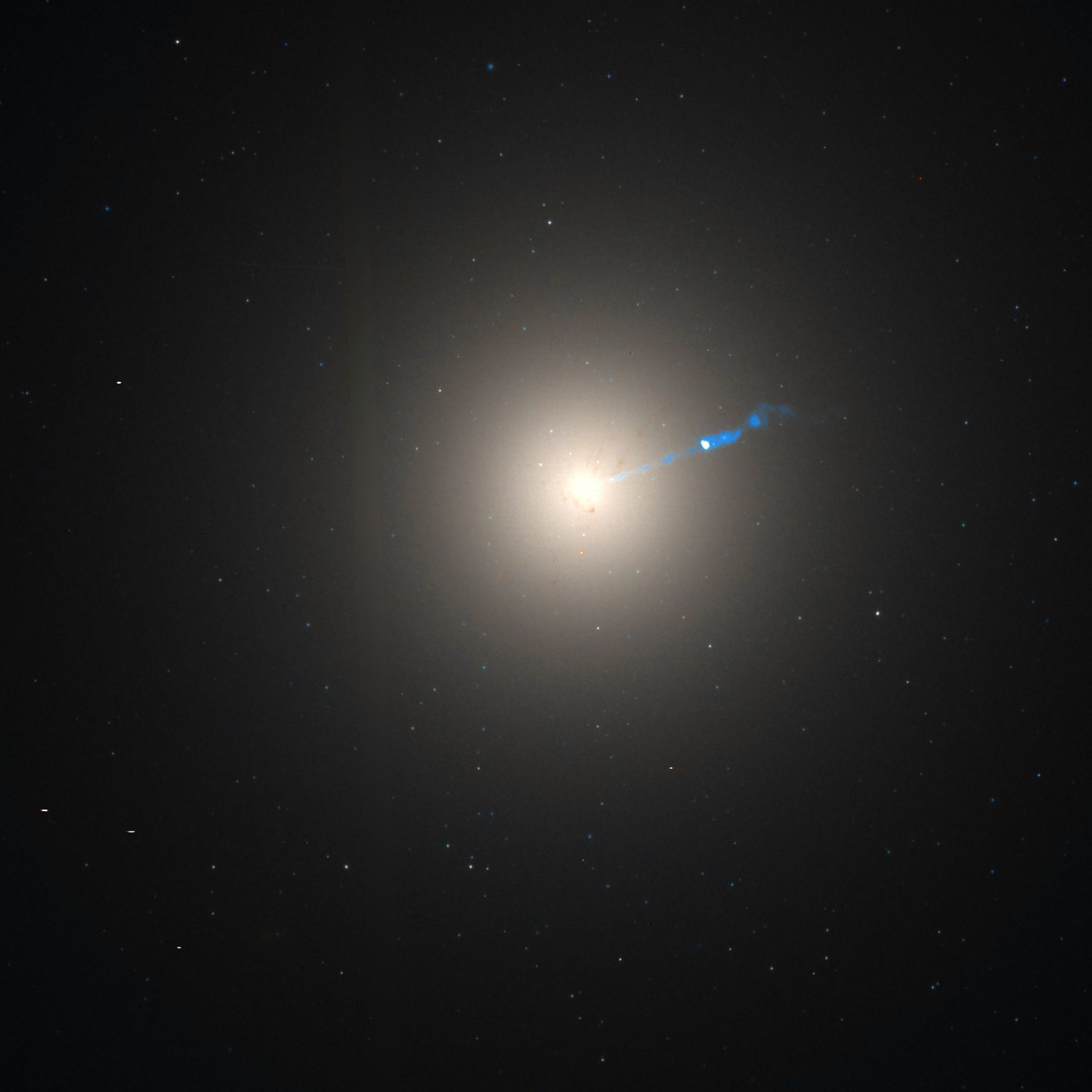
La galaxie M87 possède un noyau galactique actif constituant une forte source de rayonnement dans toutes les longueurs d'onde. Ce type de rayonnement a été considéré par Kardachev comme l'un des signaux possibles d'une civilisation évoluée.

L'observation du développement des organismes vivants montre qu'ils sont caractérisés par la tendance à emmagasiner une quantité maximum d'informations, à propos de l'environnement et à propos d'eux-mêmes. Puis cette information donne lieu à une analyse abstraite, ce qui joue un rôle important dans le développement des formes de vie. Kardachev définit donc la civilisation dans une perspective fonctionnelle comme « un état de matière très stable capable de faire l'acquisition, l'analyse abstraite et d'appliquer l'information dans le but d'en extraire les données concernant l'environnement et elle-même, afin de développer des réactions de survie ». Cependant, cette définition fonctionnelle de la civilisation sous-entend qu'elle ne peut avoir de fin puisqu'elle repose sur le principe qu'elle accumule toujours plus d'informations. Reprenant les catégories de von Hoerner, Kardachev entrevoit quatre scénarios possibles concernant le développement de civilisations : 1) la destruction totale de la vie, 2) la destruction de la vie intelligente seulement, 3) la dégénérescence et 4) la perte d'intérêt. Toutefois il refuse d'y voir des fins inévitables. Or poser comme principe que la seule limite au développement d'une civilisation ne peut être que l'existence d'une quantité finie d'informations, et ce dans tous les domaines, est tout aussi erroné puisqu'il est hautement improbable que l'information soit infinie dans l'Univers. Compte tenu de ces deux hypothèses, Kardachev avance qu'il n'y a pas de civilisation universelle (supercivilisation) parce que les civilisations hautement évoluées perdent tout intérêt à la recherche spatiale. En tout état de cause, et en dépit du problème des fins des civilisations, il conclut, à la lumière de sa définition fonctionnelle de la civilisation avancée, que cette dernière doit utiliser une masse et une énergie sur des échelles fantastiques. Rien ne permet, selon lui, de dénoncer l'hypothèse que l'expansion de l'Univers ne serait pas un effet de l'activité intelligente d'une supercivilisation.

### La civilisation humaine: modèle d'extrapolation
Kardachev pose la question suivante : « Peut-on décrire dans ses grandes lignes le développement d'une civilisation sur des périodes cosmologiques importantes ? » Or beaucoup de paramètres fondamentaux, caractérisant le développement de la civilisation sur Terre, croissent de manière exponentielle. Dans le domaine de l'énergie, l'astronome Don Goldsmith a estimé que la Terre reçoit environ un milliardième de l'énergie du Soleil, et que les humains en utilisent environ un millionième[réf. souhaitée]. Donc, nous consommons environ un millionième de milliardième de l'énergie totale du Soleil. L'expansion humaine étant exponentielle, nous pouvons déterminer combien de temps il faudra pour que l'humanité passe du type II au type III selon Michio Kaku. Le taux de développement de notre propre monde demeure donc le seul critère pour extrapoler l'état de civilisations plus anciennes que l'humanité. Il en est de même en ce qui concerne les valeurs sociales et les besoins fondamentaux d'après Ashkenazi. Par conséquent, le temps pour doubler la connaissance technique est d'environ dix ans, pour doubler la puissance énergétique, les réserves disponibles et la population est d'environ 25 ans. Deux scénarios sont alors possibles : l'expansion spatiale ou la stagnation énergétique, cette dernière n'étant encore possible que pendant 125 ans estime Kardachev, en utilisant la relation suivante avec {\displaystyle \alpha =1,04} :
{\displaystyle t={\frac {\log \left(P/P_{o}\right)}{\log \alpha }}}
où {\displaystyle t} est le nombre d'années, {\displaystyle P} est un paramètre qui s'accroît annuellement en fonction de {\displaystyle P_{o}} et de {\displaystyle t} selon {\displaystyle P=P_{o}\alpha ^{t}} et {\displaystyle \alpha }, un taux d'accroissement.
Si {\displaystyle \alpha =1,04}, alors la consommation énergétique de l'humanité dépassera la puissance solaire incidente (1,742 × 1017 W) après 240 ans, la puissance totale du Soleil (3,826 × 1026 W) après 800 ans et celle de la Galaxie (7,29 × 1036 W) entière après 1 500 ans,. Sur cette base de calcul, Zuckerman estime à 10 000 le nombre de civilisations qui peuvent exister dans notre galaxie. Kardachev conclut que la croissance exponentielle actuelle constitue une phase de transition dans le développement d'une civilisation, et qu'il est inévitablement limité par des facteurs naturels. De fait, la masse et l'énergie requises augmenteront exponentiellement également et ce pendant encore 1 000 ans estime-t-il. La civilisation est donc définie par un taux d'accroissement exponentielle. L'humanité comme modèle pour penser le développement des civilisations extraterrestres présente des limites, dépassables véritablement par une approche multidisciplinaire d'après les travaux de Kathryn Denning.

### Recherches menées

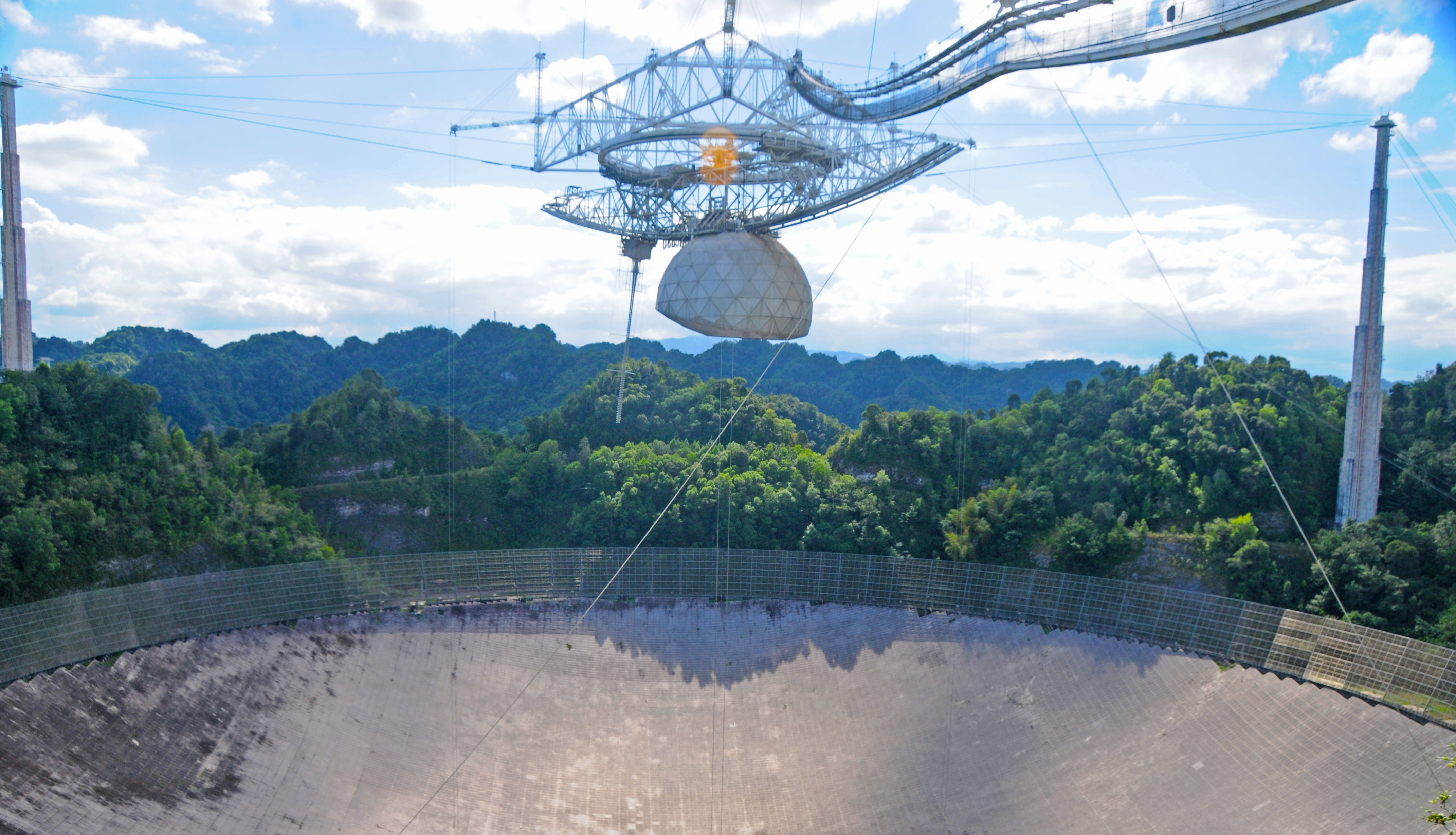
Le radiotélescope d'Arecibo, sur l'île de Porto Rico, haut lieu de la recherche SETI.

En 1963, Nikolaï Kardachev et Guennadi Borissovitch Cholomitski étudient, depuis le Crimea Deep Space Station, la radiosource CTA 102 sur la bande des 920 MHz, à la recherche de signes d'une civilisation de type III. CTA 102 a été découvert par Sholomitskii un an auparavant et Kardachev y a vu rapidement une source artificielle possible à étudier pour valider sa classification. L'observation dure jusqu'en février 1965 et, le 12 avril, Sholomitskii annonce à la presse (via l'ITAR-TASS russe) que des astronomes soviétiques ont découvert un signal qui pourrait être d'origine extraterrestre. Le 14 avril, il donne une conférence à Moscou où il réitère son annonce ; mais dès novembre 1964, deux astronomes américains avaient identifié CTA 102 comme étant un quasar, et leur publication classe définitivement l'« affaire CTA 102 ». C'est l'étude de cette source qui avait conduit à la conférence Byurakan, en 1964.
En 1975 et 1976, les astronomes américains Frank Drake et Carl Sagan recherchent des signes de civilisations de type II à Arecibo parmi quatre galaxies du groupe local : M33, M49, Leo I et Leo II,. L'année précédente, les deux hommes avaient envoyé le premier message de l'humanité en direction de M13. Les résultats donnent lieu à une publication : « The Search for Extraterrestrial Intelligence » dans la revue Scientific American de mai 1975.
En 1976, au radiotélescope RATAN-600, dans le nord Caucase, Kardachev, Troitskii et Gindilis ont recherché des signaux de civilisations de types II ou III dans la Voie lactée et dans d'autres galaxies proches. Le radiotélescope a été construit en 1966, sous la supervision de Gindilis, pour écouter dans les longueurs d'onde centimétriques.
En 1978, Cohen, Malkan, Dickey recherchent des signaux passifs de civilisations de types II ou III au sein de 25 amas globulaires, à Arecibo. Les résultats donnent lieu à un article, « A passive SETI in globular clusters at the hydroxyl and water lines », publié dans la revue Icarus en 1980.
En 1987, Tarter, Kardachev et Slysh utilisent le VLA pour détecter d'éventuelles sources infrarouges situées près du centre galactique et issues du catalogue établi au moyen du télescope IRAS. Tous trois sont à la recherche de preuves d'hypothétiques sphères de Dyson. Les objets s'avèrent être des étoiles de type OH/IR,.

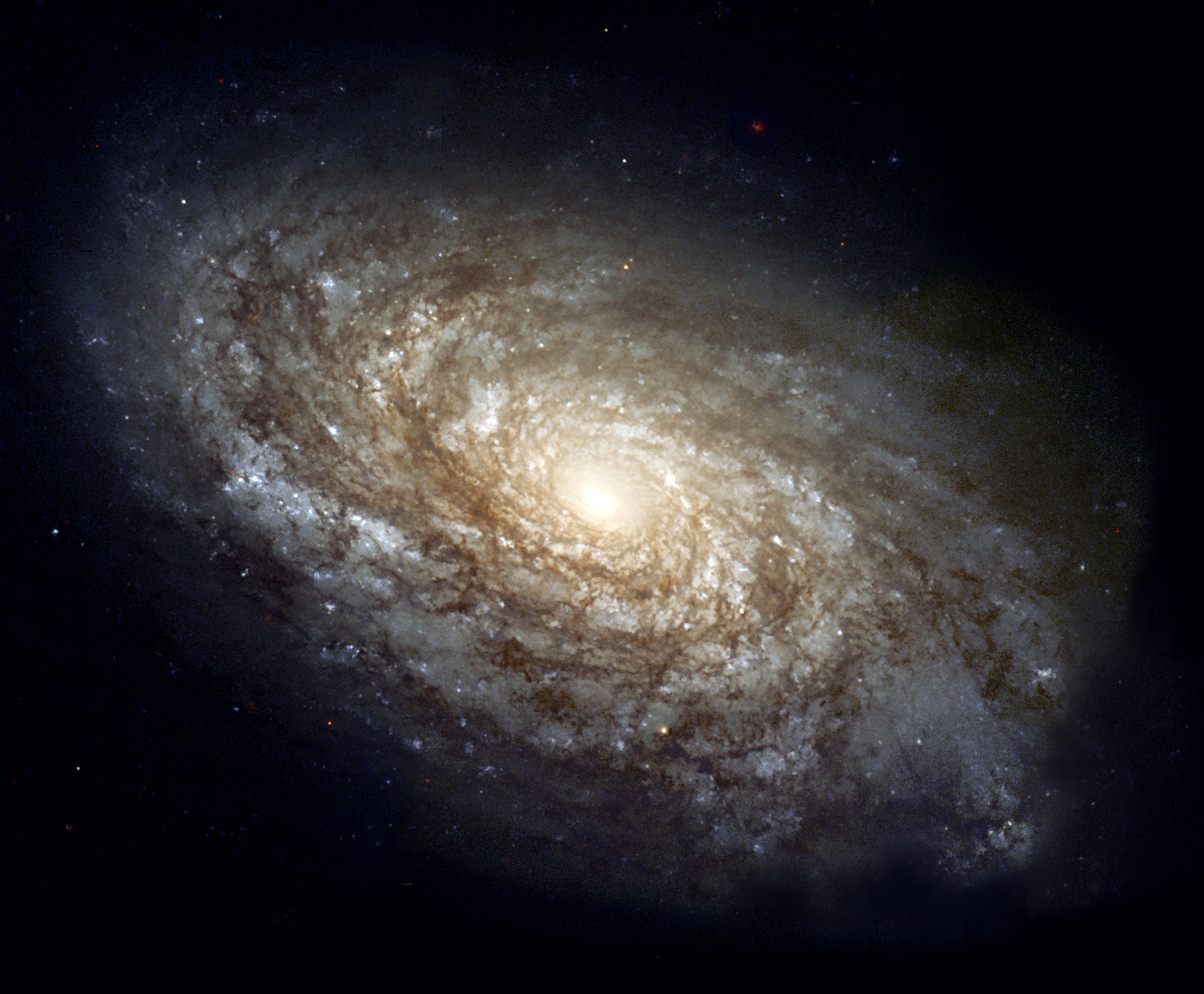
Aucune source artificielle caractéristique d'une civilisation de type III n'a été détectée parmi les 31 galaxies spirales observées par Annis en 1999.

Une recherche à petite échelle destinée à isoler des sources possibles appartenant au type III a été menée par James Annis en 1999 et publiée dans le Journal of the British Interplanetary Society sous le titre : « Placing a limit on star-fed Kardashev type III civilisations ». Astrophysicien au Fermilab (États-Unis), Annis a étudié un échantillon de 31 galaxies, spirales et elliptiques, en utilisant le diagramme de Tully-Fisher dans lequel l'amplitude absolue est fonction de la vitesse de rotation des galaxies. Annis a suggéré que 75 % des objets les moins lumineux (à savoir témoignant d'une baisse de 1,5 de magnitude absolue en comparaison du diagramme) pourrait être considérés comme de possibles candidats. Cependant, aucun objet ayant cette caractéristique n'est observé lors de son enquête,. D'autre part, Annis utilise les données astronomiques disponibles pour estimer la probabilité qu'une civilisation de type III puisse exister. Il montre que la durée moyenne pouvant permettre l'émergence d'une telle civilisation est de 300 milliards d'années, par conséquent aucune ne peut exister dans notre Univers actuel,.
Per Calissendorff a mené une étude sur un échantillon de galaxies spirales issues de deux bases de données : 4 861 issues du catalogue Spiral Field I-band (SFI++ établi par Springob et al. en 2005) et 95 issues de celui de Reyes et al. en 2011. La même procédure que celle d'Annis a été suivie, mais l'échantillon de galaxies utilisé est 80 fois plus important que celui à la base de l'étude d'Annis. Quelques sources ont été classées comme « déséquilibrées » (lopsided) : elles apparaissent asymétriques dans leurs formes, ce qui signifie qu'un côté du disque galactique est plus massif et moins lumineux que l'autre. Cette caractéristique pourrait être, selon Calissendorff, l'indice que la galaxie abrite une civilisation qui a placé des sphères de Dyson dans sa majeure partie. Ceci peut s'expliquer par le fait que la colonisation parte d'un côté du disque galactique, le faisant apparaître plus sombre, et faisant croire à un observateur lointain que le noyau s'est déplacée vers ce même côté. Par ailleurs, une galaxie abritant des sphères de Dyson devrait être caractérisée par une importante source de rayonnements infrarouges lointains. Reste qu'une civilisation de type III peut avoir recours à l'énergie au moyen d'une sphère de Dyson sans enserrer une étoile. En effet, de telles mégastructures pourraient également extraire l'énergie d'un trou noir, selon l'étude de Inoue et Yokoo (2011). Ce genre de construction ne diminuerait toutefois pas la luminosité d'une galaxie observée. L'étude de Calissendorff conclut que 11 des sources analysées (sur un catalogue de 2 411 galaxies, soit 0,46 %) présentent des indices possibles d'une civilisation de type III. En recherchant des objets opacifiant 90 % de la lumière, alors il ne reste plus qu'une seule source répondant aux critères. Ces sources positives accusent un faible décalage vers le rouge (donc elles sont anciennes, d'environ 100 millions d'années), ce qui correspond à de possibles civilisations de type III, qui n'ont pu fleurir que tôt dans le passé. Pour avoir davantage de chances de détecter des sources artificielles de type III, Calissendorff suggère de prendre plusieurs photographies de suite, assez rapidement pour fixer le mouvement des turbulences dans l'atmosphère, d'appliquer différents filtres photométriques et de rechercher des zones sombres (cas d'une sphère de Dyson en cours d'assemblage par une civilisation de type II), ou encore analyser le spectre infrarouge des galaxies. Un échantillon beaucoup plus important d'objets devrait être étudié.

### Critères d'écoute possibles

#### Point de vue de Kardachev

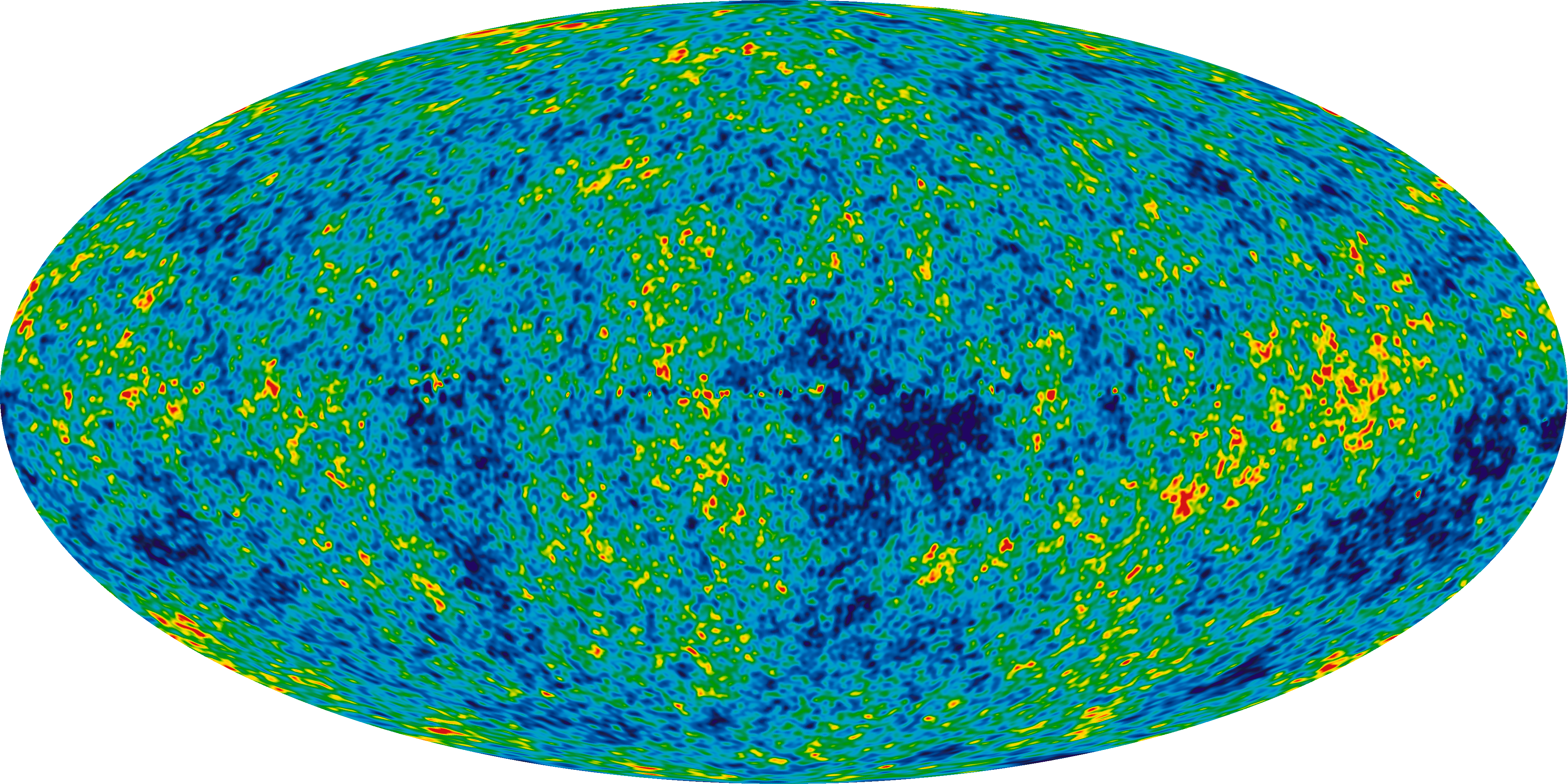
Projection du fond diffus cosmologique sur la sphère céleste, réalisée à partir d'observation en micro-ondes par la Wilkinson Microwave Anisotropy Probe au début des années 2000.

Selon Kardachev, notre méconnaissance en ce qui concerne les possibilités physiques de communiquer à travers l'espace est grande. Nous ne connaissons en effet qu'une fraction négligeable du spectre électromagnétique et, donc, des sources d'informations existantes dans l'Univers. Ainsi, parmi les 89 % d'information qu'il nous manque, 42 % concernent la région allant de 109 à 1014 Hz (ondes centimétriques, millimétriques, submillimétriques et infrarouges) et 25 % concernent celle entre 1015 et 1018 Hz (radiations ultraviolet et rayons X). Kardachev distingue deux catégories de domaines d'écoute : les objets émettant sur un large spectre de fréquence et les objets émettant au contraire dans une raie spectrale étroite, cette seconde catégorie posant beaucoup plus de problèmes théoriques que la première tout en étant centrale, à la fois pour l'astrophysique et pour la recherche de civilisations extraterrestres. En dépit des avancées en astrophysique, les informations disponibles demeurent insuffisantes pour démontrer l'absence de supercivilisations, partant de l'incapacité à observer des signes d'activité. Toutefois, en raison de la possibilité que des systèmes planétaires soient beaucoup plus anciens que le nôtre, et en considérant que des objets cosmiques comme les quasars soient en fait des produits de l'activité de supercivilisations, un programme détaillé d'écoute et de recherche de signes intelligents demeure valable. Ce programme comprend :
- la surveillance du ciel sur 3, 10, 30, 100 et 300 microns, en particulier sur 1, 3 et 10 mm de façon à identifier cent des plus puissantes sources parmi celles observées et sur chaque fréquence ;
- étudier en détail les propriétés des quasars et autres objets insolites ;
- rechercher des anomalies monochromatiques parmi les radiosources les plus puissantes (comme une raie d'émission hydroxyle), dans la bande décimétrique ;
- recherche des signaux périodiques (pulsars) d'origine interstellaire, dans la même bande ;
- recherche des signaux monochromatiques de fréquences variables, toujours dans la même bande.

Selon Kardachev, seul un radio interféromètre à la base, soit de l'ordre ou soit plus large, que le diamètre de la Terre, positionné dans l'espace orbital, permettrait d'écouter les fréquences centimétriques et décimétriques. Une fois qu'un nombre de sources inhabituelles a été sélectionné, il s'agit ensuite de rechercher des contenus signifiants parmi les rayonnements desdits objets. En 1998, Nikolaï Kardachev, S. F. Likhachev et V. I. Zhuravlev ont proposé deux projets spatiaux SETI pour détecter des sources artificielles : le projet Millimetron (observatoire en orbite comprenant un miroir de 10 m de diamètre) et le télescope optique VLBI optical telescope (pour la synthèse interférométrique d'images en ultraviolet, optique et infrarouge).

#### Autres pistes

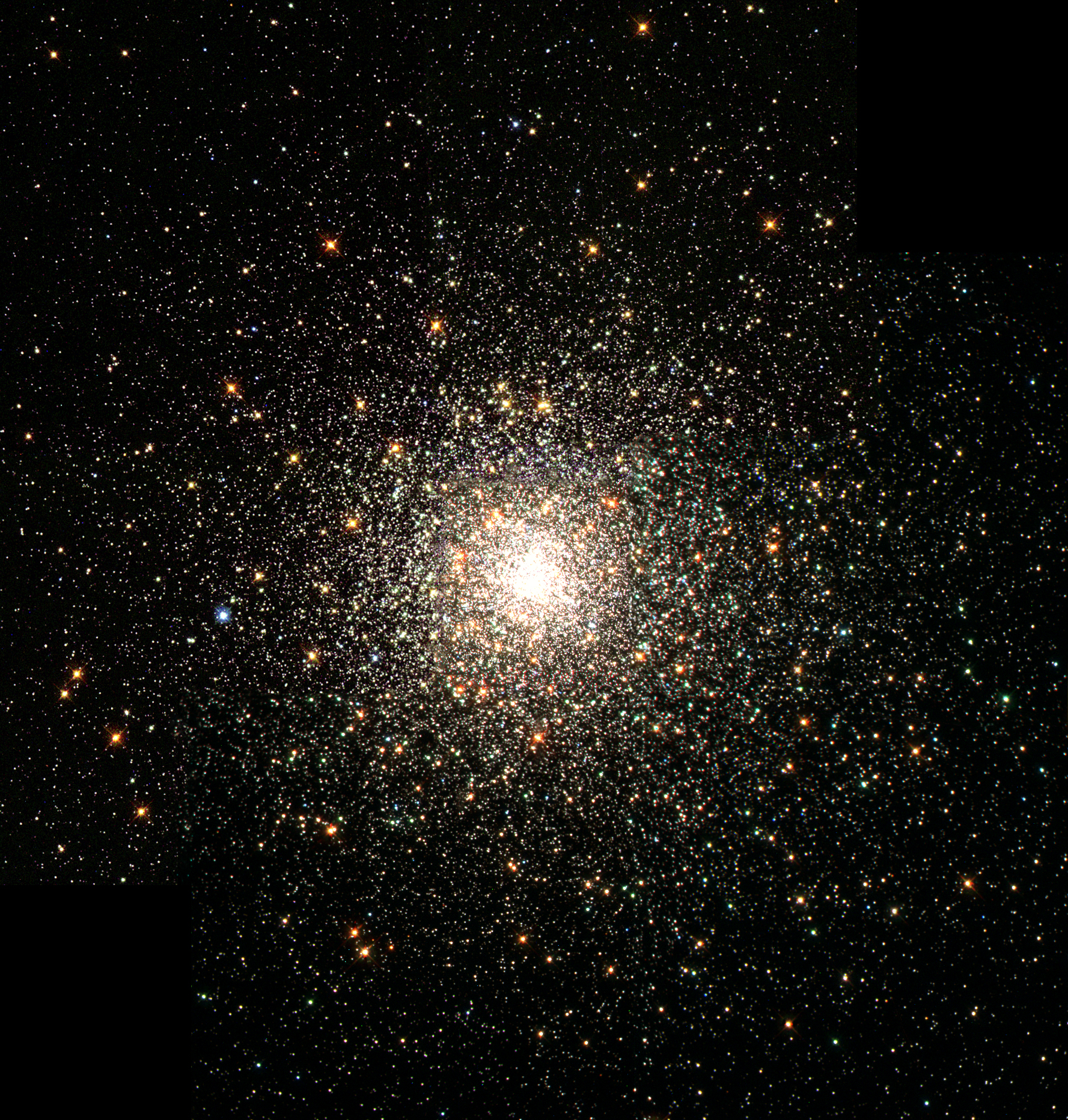
Les amas globulaires regroupent des pouponnières d'étoiles. Ils constitueraient selon Richard A. Carrigan une zone de recherche SETI privilégiée (ici, M80).

Pour Samouil Aronovitch Kaplan, « le critère le plus fiable » demeure la faible dimension angulaire de la source radio. La longueur d'onde des 21 cm, privilégiée depuis 1959, à la suite de l'étude de Cocconi et Morrison, n'est pas la seule région d'écoute. Kaplan, en 1971, cite également la région radio du spectre, caractérisée par le radical hydroxyle (OH). Pour Livio, les moyens de détection devraient se focaliser sur les amas globulaires, régions les plus susceptibles d'abriter des planètes similaires à la Terre.
Pour Guillermo A. Lemarchand, les civilisations extraterrestres ne doivent pas recourir à un transmetteur omnidirectionnel. Il faut plutôt rechercher des signaux de faibles informations, intermittents et unidirectionnels. Elles doivent certainement utiliser l'interférométrie pour inspecter des systèmes solaires où la vie peut apparaître. De la Terre, il serait possible de capter ces signaux à des distances pouvant aller jusqu'à {\displaystyle 35+(t_{f}-2000)/2} années-lumière, où {\displaystyle t_{f}} est la date d'observation en années, sachant que {\displaystyle t_{f}\geq 2000}. Il existe cependant quantité de techniques pour transmettre un message intersidéral, qui vont des bosons aux particules voire aux antiparticules.
Une source artificielle située dans le disque d'accrétion d'un trou noir supermassif ne serait pas détectable par les faisceaux utilisés pour le transfert de l'énergie collectée. De surcroît, l'énergie émise par le trou noir ne permettrait pas de détecter celle utilisée par la civilisation de type III. En revanche, le système de réflexion optique des rayonnements pourrait être détecté par l'ombre qu'il produit sur le disque d'accrétion.
Une civilisation de type III ayant recours à une « bulle de Fermi » serait détectable par le fait qu'elle diminue la luminosité d'une région de la Galaxie. Une observation infrarouge permettrait de la mettre en évidence, en particulier dans les galaxies elliptiques, suggère Annis.

### Objets insolites

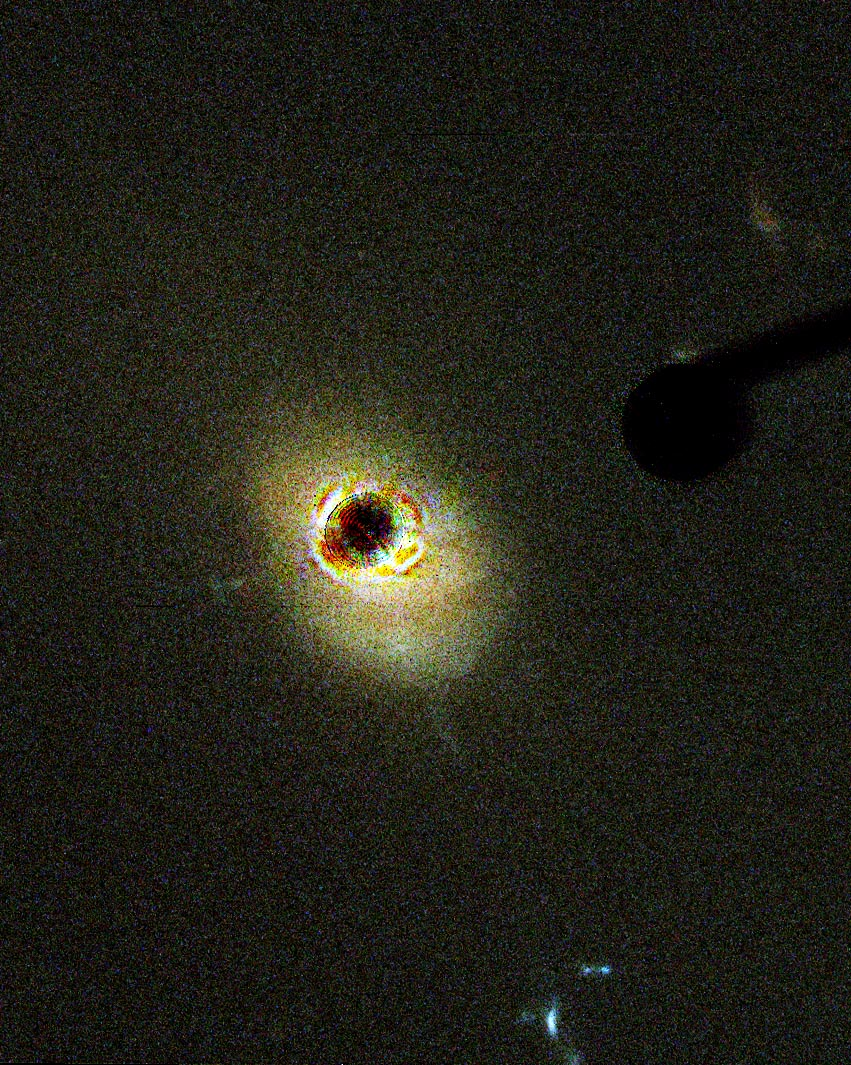
Le quasar 3C 273, le plus lumineux jamais observé.

Le quasar 3C 9 est cité par Kardachev dès 1971. L'étude du quasar 3C 273 montre qu'une structure solide le compose. D'autres quasars (3C 279, 3C 345, 3C 84) ont des propriétés proches de celles attendues par une source artificielle, d'autant plus que les émissions sont puissantes dans la région intermédiaire du spectre (entre les fréquences radio et celles optiques). Les quasars constituent des sources artificielles potentielles, d'autant plus que leur âge correspond aux possibilités techniques de supercivilisations. Les sources radio situées au centre des galaxies peuvent aussi être des sources artificielles selon Kardachev, même s'il est démontré en 2013 qu'il s'agit de trous noirs supermassifs. En 1971, Kardachev considère que les objets constituant les sources artificielles les plus probables pourraient être découverts dans les prochaines années.
L'extraordinaire périodicité des émissions provenant des pulsars a été prise, dès 1968 par Antony Hewish, le découvreur du premier d'entre eux (CP 19019), pour des sources artificielles. La presse de l'époque a d'ailleurs surnommé cet objet « LGM-1 » (pour « little green men »), à la suite de la maladresse d'Hewish, qui n'a pas attendu les vérifications nécessaires. Kaplan, en 1971, retire le pulsar de la liste des objets pouvant constituer une source d'origine artificielle.
En 2011, James et Dominic Benford examinent les possibilités qui existent pour différencier les pulsars d'éventuelles sources artificielles émettant des signaux intelligents comme : la bande passante (des signaux d'environ 100 MHz pourraient être artificiels), la longueur d'impulsion (pour diminuer les coûts, l'impulsion devrait être courte) et la fréquence (10 GHz environ, pour des raisons économiques également). La radiosource PSR J1928+15 (observée en 2005 près du disque galactique, sur une fréquence de 1,44 GHz, à Arecibo) pourrait être d'origine extraterrestre. James et Dominic Benford étudient trois scénarios dans lesquels le facteur coût est pris en considération. Dans l'hypothèse où la source est à coût optimisé, elle appartient à une civilisation de type 0,35 (la Terre étant de type 0,73). Si elle est à coût non optimisé et fonctionne par une petite antenne, le type est de 0,86. Avec une grande antenne, elle serait issue d'un type 0,66. Selon cette méthode coût/efficacité, on peut estimer que les sources de faible intensité sont certainement les plus répandues, mais aussi les plus difficiles à observer.